# Catalonië
Catalonië (Catalaans: Catalunya, Spaans: Cataluña, Aranees (Occitaans): Catalonha) is een van de zeventien  Spaanse autonome gemeenschappen en ligt in het noordoosten van het Iberisch Schiereiland. 
De hoofdstad van Catalonië is Barcelona. De regio ligt aan de kust van de Middellandse Zee en heeft een kustlijn van 580 kilometer die bestaat uit de Costa Brava, de Costa del Maresme, de Costa del Garraf en de Costa Daurada. De regio grenst in het zuiden aan de Comunidad Valenciana, in het westen aan Aragón en in het noorden aan Frankrijk en Andorra. Historisch gezien behoort ook de Franse regio Roussillon tot het vorstendom Catalonië.
De Spaanse autonome gemeenschap Catalonië heeft een inwonertal van meer dan 8 miljoen inwoners. De regio heeft een sterk ontwikkelde eigen identiteit, door zijn statuut van autonomie (de regionale grondwet) wordt het erkend als natie binnen het land Spanje. Catalonië heeft drie officiële talen: Catalaans, Spaans en Aranees (Occitaans), het gebruik van de Catalaanse taal wordt door de regionale regering sterk gepromoot. De Catalaanse Nationale Feestdag wordt gevierd op 11 september.
De constitutionele status van de regio is sinds een eenzijdige onafhankelijkheidsverklaring op 27 oktober 2017 onderwerp van geschil tussen het koninkrijk Spanje, waarvan Catalonië een autonome gemeenschap is, en de Generalitat de Catalunya, die Catalonië graag als een onafhankelijke republiek zou willen zien. Als reactie op deze onafhankelijkheidsverklaring stelde de Spaanse wetgever artikel 155 van de grondwet in werking, waarmee de Catalaanse autonomie werd opgeschort.

## Geschiedenis

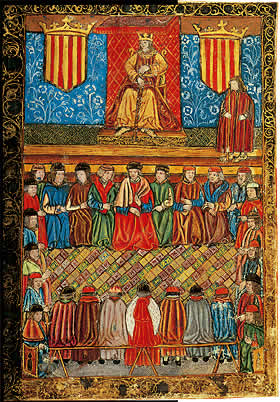
Corts van Catalonië, 1495

Het gebied dat nu bekendstaat als Catalonië, is net als de rest van het Iberisch Schiereiland overheerst door vele volkeren: de Grieken, Carthagenen, Romeinen, Visigoten, Moren en ook de Fransen gedurende enkele korte periodes.
De Catalaanse cultuur ontstond in de middeleeuwen, onder heerschappij van de graven van Barcelona en het koninkrijk Aragon. Catalonië was een belangrijke maritieme macht en breidde door handel en strijd het Rijk van Catalonië en Aragon uit met de Comunitat Valenciana, de Balearen, het zuiden van Italië, Sardinië, Sicilië en delen van Griekenland. Op hetzelfde moment ontwikkelde het vorstendom Catalonië een complex institutioneel en politiek systeem, gebaseerd op het concept van een pact tussen de Corts (Staten) van Catalonië (een van de eerste parlementaire organen van Europa) en de koning. De koninklijke macht werd ingeperkt: vanaf 1283 kon de koning geen wetten (Constitucions catalanes) uitvaardigen zonder de goedkeuring van de Corts.

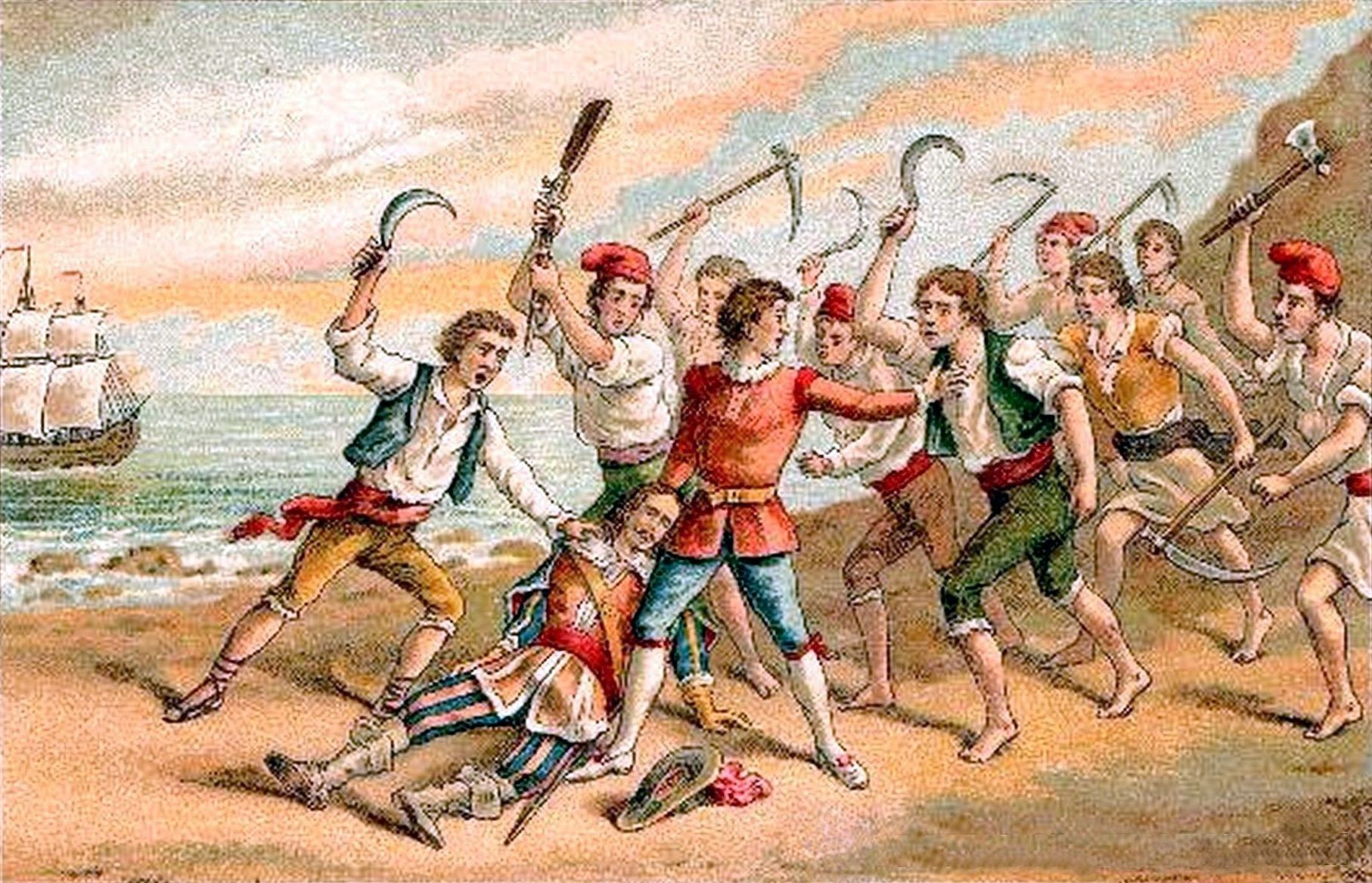
Corpus de Sang, 1640

In 1469 trouwden koningin Isabella I en koning Ferdinand II van Aragon. Castilië en Catalonië/Aragon werden echter niet in één groot koninkrijk Spanje verenigd. De Catalanen hielden hun eigen wetten, maar deze zelfstandigheid verdween langzaam maar zeker. Catalonië verloor een groot aantal oorlogen, waardoor de macht steeds meer in Madrid gecentraliseerd werd. Het belangrijkste verlies was de Spaanse Successieoorlog na het overlijden van koning Karel II van Spanje in 1700. In 1640 komen de Catalanen in opstand tegen Spanje, die pas neergeslagen wordt in 1652. In 1659 verliest Catalonië definitief Rosselló en een deel van Cerdanya aan koninkrijk Frankrijk door de Vrede van de Pyreneeën. Deze gebieden werden de provincie Roussillon. De Catalanen wilden toen een lid van de Oostenrijkse Habsburg-dynastie als opvolger, terwijl koning Karel II voor het Franse huis Bourbon gekozen had. De Catalaanse troepen werden echter gedwongen tot overgave op 11 september 1714 en Filips V werd de nieuwe koning van het land. Kort daarna werden alle Catalaanse politieke instituten en het Catalaans door hem verboden en kwam Catalonië onder militair gezag van de nieuwe koning.

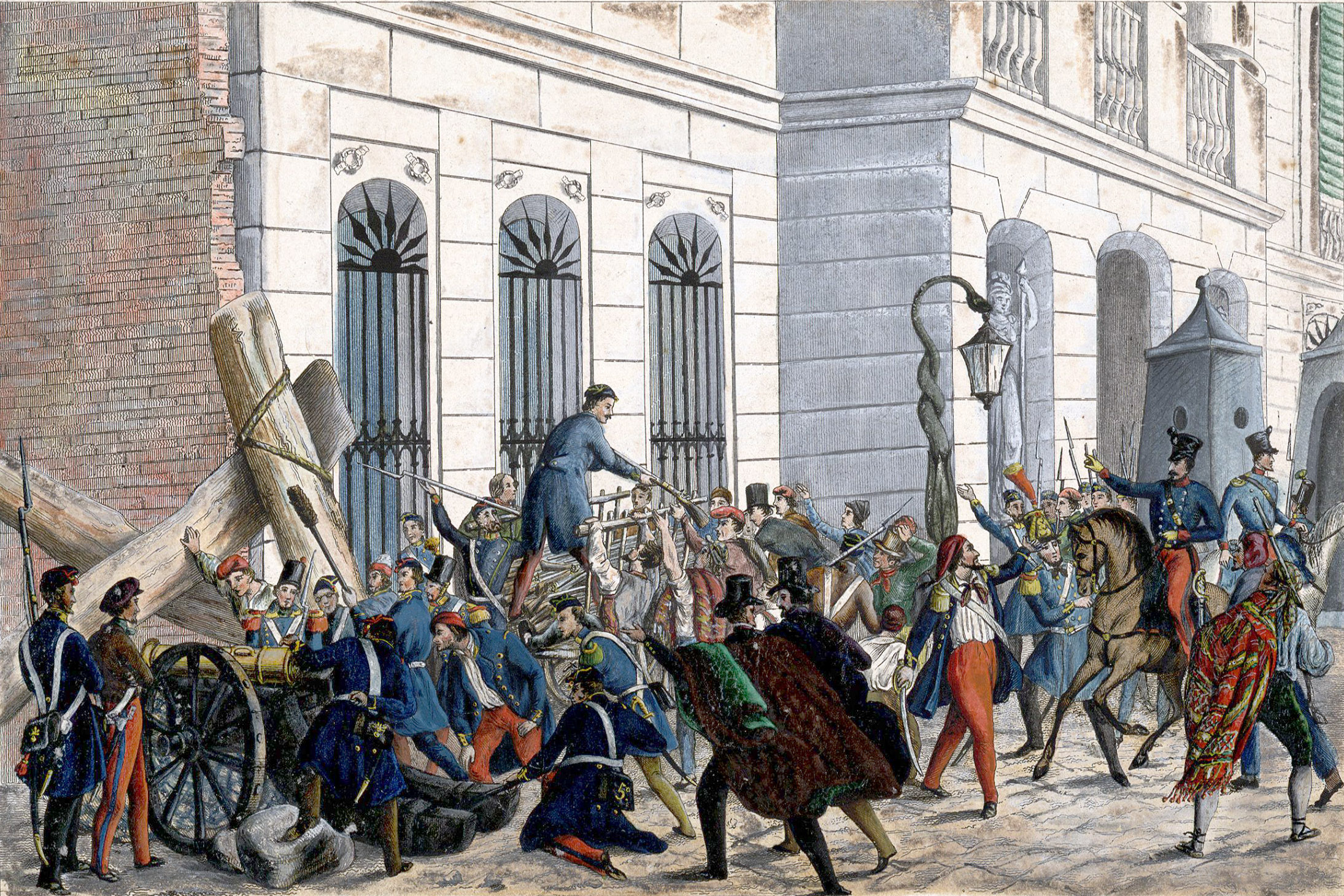
Catalaanse Opstand, 1842

In de tweede helft van de 19e eeuw werd Catalonië een belangrijk industrieel centrum. Het waren roerige tijden met bloedige confrontaties zoals de Tragische week in 1909. Desalniettemin kreeg de welvarende regio tijdens de Tweede Spaanse Republiek, opgericht in 1931, meer autonomie door middel van een officieel statuut. Bij de oktoberopstand in 1934 verklaarde Catalonië zich onafhankelijk. Deze opstand werd neergeslagen. In 1936 brak de Spaanse Burgeroorlog uit nadat de nationalistische coalitie de Spaanse staatsgreep van juli 1936 pleegde. In Catalonië waren het in de eerste plaats de anarchisten die de rechtse legeropstand neersloegen, en gelijk een anarchistische antikapitalistische revolutie doorvoerden. Grond en productiemiddelen gingen in deze Spaanse Revolutie over in handen van de kleine boeren en arbeiders, terwijl adel, Rooms-Katholieke Kerk en grootgrondbezitters grote delen van hun land en boerderijen moesten verlaten en overdragen. De anarchosyndicalisten van de CNT - deze vakbond telde anderhalf miljoen leden - wisten de hele maatschappij enkele jaren op een vrije en gelijke wijze te laten functioneren, maar hadden ernstig te lijden onder dalende export, interne chaos, tegenwerking door de centrale republikeinse regering en repressie door stalinistische communisten, aangestuurd vanuit de Sovjet-Unie. 

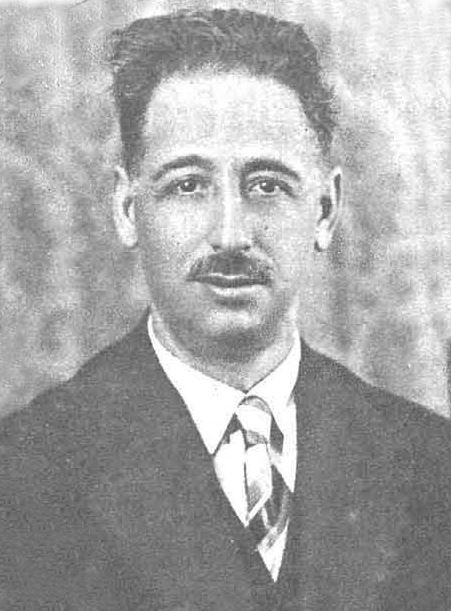
Lluís Companys, president van Catalonië (1933-1940), geëxecuteerd door het Franco-regime

In 1939 behaalden de nationalisten de overwinning, en de daaropvolgende dictatuur van generaal Francisco Franco was een zware slag voor de regio. Alles wat Catalaans was, of beter gezegd alles wat volgens de dictator niet-Spaans was, was in deze periode strikt verboden. Overtredingen werden zwaar bestraft. Velen werden gedood en opgesloten, onder andere in het kasteel van Montjuïc. Catalaanse boeken mochten vanaf de jaren 40 wel weer gedrukt worden, maar niet voor publiekelijk gebruik.
Na de dood van Franco in 1975 kwam voor Spanje een einde aan 36 jaar dictatuur. Drie jaar later kreeg de regio weer een sterker eigen cultureel karakter en iets meer politieke onafhankelijkheid. Catalonië is een van de drie belangrijkste autonome regio's van het land, met name door de grote internationale aantrekkingskracht van metropool Barcelona.
De democratische staatshervorming gaf op 22 december 1979 aan Catalonië het statuut van autonome regio binnen het Koninkrijk Spanje en zo werd het Catalaans in de nieuwe grondwet erkend als "coöfficiële" taal. Op 9 augustus 2006 werd een nieuw statuut door de Spaanse regering aanvaard. Sindsdien beschouwt Catalonië zich als een natie binnen de Spaanse staat. De regionale regering steekt veel geld en energie in het bevorderen van de Catalaanse taal en cultuur. Desondanks blijft de positie van de autonome regio en de mate van, met name financiële, zelfstandigheid voor onvrede zorgen. De vreedzame, maar groeiende onafhankelijkheidsbeweging zorgt voor toenemende bezorgdheid bij de nationale regering in Madrid, die meer voelt voor een sterke, centrale staat.

### Onafhankelijkheidsstreven

Blauwe estelada, embleem van de onafhankelijkheidsbeweging

In 2006 diende de Partido Popular (PP) bij het Spaanse Hooggerechtshof een verzoek in tot herziening van de term 'natie' voor Catalonië. De PP achtte de omschrijving als een natie (Catalonië), binnen een andere natie (Spanje), onconstitutioneel en daarom in strijd met de grondwet. Hoewel de uitspraak van het hof vier jaar later, in 2010, vrij mild was over het statuut, is het bezwaar tegen de term natie door het hof overgenomen en vervolgens geschrapt uit de tekst. Dit heeft veel protest in Catalonië opgeleverd, en de Catalaanse politieke klasse ging zich bezinnen op de te nemen stappen.
Op 11 september 2012 betoogden meer dan een miljoen Catalanen tijdens een manifestatie in Barcelona voor onafhankelijkheid. In 2013 werd de Catalaanse Weg georganiseerd, waar 1,6 miljoen mensen over ongeveer 480 kilometer een menselijke keten vormden in het streven naar nationale soevereiniteit.
Op 12 december 2013 kondigde de, toenmalige, Catalaanse premier Artur Mas aan dat zijn regio een referendum over zelfbeschikking zou houden op 9 november 2014. Daar waar Schotland op 18 september 2014 op democratische wijze een Referendum over de onafhankelijkheid hield, werd een referendum voor Catalonië door het Spaanse gerechtshof verboden, omdat het volgens de Spaanse wet ongrondwettelijk is. Ondanks dat de Catalaanse deelstaatregering, wettelijk gezien, geen referendum mocht organiseren, werd dit op 9 november 2014, georganiseerd door de ANC, onder de naam 'peiling' toch gedaan. De stembureaus werden bij deze peiling bemand door zo'n 40.000 vrijwilligers. Slechts 2,3 miljoen van de 5,3 tot 6,2 miljoen stemgerechtigden brachten hun stem uit. De peiling kende een lage opkomst van ongeveer 33 % van het electoraat, maar van de deelnemers gaf 80 % aan voor een onafhankelijk Catalonië te zijn. Ongeveer 10 procent van de kiezers gaf aan liever als aparte staat bij Spanje te blijven horen, terwijl bijna 5 procent helemaal geen onafhankelijkheid wilde. Op 9 november 2015 stemde het Catalaanse parlement in met een resolutie die in 2017 zou moeten gaan leiden tot een onafhankelijke republiek.
Op 1 oktober 2017 stemde de Catalaanse bevolking, op initiatief van regeringsleider Carles Puigdemont, opnieuw in een, wettelijk gezien illegaal, referendum over de vraag of het onafhankelijk van Spanje wilde zijn. Met deze raadpleging negeerde de regioregering niet alleen de Spaanse nationale regering, maar ook een uitspraak van het Spaanse grondwettelijk en de Spaanse grondwet, waarin staat dat Spanje als één natie verbonden moet blijven. Desondanks zette de Catalaanse regioregering de plannen door, daarin gesteund door het Catalaanse parlement, dat wetten aangenomen had om een eventuele afscheiding te vergemakkelijken. Een belofte om na een meerderheid aan vóórstemmen binnen 72 uur de onafhankelijke republiek te zullen uitroepen werd niet nagekomen. Noch daargelaten dat ook ditmaal de opkomst laag was en er weliswaar een meerderheid van de stemmers voor onafhankelijkheid bleek te zijn, maar niet een meerderheid van het totale electoraat.
Op 27 oktober 2017 stemde het Catalaanse parlement anoniem over de onafhankelijkheid. 82 van de 135 parlementsleden brachten een stem uit: 70 voor onafhankelijkheid, tien leden stemden tegen en twee leden stemden blanco. Voor de stemming liep de oppositie uit protest de zaal uit. De Spaanse senaat gaf daarop toestemming artikel 155 van de Spaanse grondwet in te zetten, waarmee de Catalaanse regering uit de macht gezet kan worden. Kort na de onafhankelijkheidsverklaring is de Catalaanse regiopresident Puigdemont, met enkele leden van zijn kabinet, naar België vertrokken om aan vervolging door de Spaanse justitie te ontkomen. De leden van de deelstaatregering die in Catalonië waren gebleven, hebben zich bij de Spaanse justitie moeten melden omdat ze verdacht worden van rebellie en misbruik van overheidsgelden.
De onafhankelijkheidsverklaring heeft tot gevolg gehad dat meer dan 3.000 in Catalonië gevestigde bedrijven hun statutaire zetel hebben verplaatst naar steden buiten Catalonië. Onder deze bedrijven bevinden zich typisch Catalaanse bedrijven als Banco Sabadell, Caixabank, Freixenet en Codorniu.
In de rechtszaak tegen de leiders van het Catalaanse onafhankelijkheidsproces, heeft het Spaanse Hooggerechtshof negen Catalaanse politici tot lange celstraffen veroordeeld voor opruiing rond het onafhankelijkheidsreferendum in 2017. Ze kregen tussen de negen en dertien jaar gevangenisstraf. Drie anderen werden alleen schuldig bevonden aan ongehoorzaamheid en ontlopen celstraf, een aantal anderen zijn vooralsnog niet berecht omdat zij buiten Spanje verblijven, waaronder Carles Puigdemont. Deze uitspraak werd gevolgd door hevige rellen en ander verzet in heel Catalonië, en zelfs daarbuiten, in plaatsen als Madrid, San Sebastián, Sevilla en Granada, maar ook in Berlijn en zelfs in Mexico.

## Politiek

### Catalonië in Spanje
Catalonië is een van de 19 autonome regio's en steden van Spanje, met als hoofdstad Barcelona. Het is een van de drie welvarendste regio's van Spanje. De Catalanisten zien Catalonië liefst onafhankelijk. Volgens het "Autonomiestatuut van Catalonië 2006" wordt het niet alleen als een van de autonome regio's van Spanje beschouwd, maar ook als een nationaliteit. Het is echter geen apart land, maar een onderdeel van Spanje. De Spaanse regering heeft hier bovendien aan toegevoegd dat deze benaming als natie puur taalkundig is en politiek of juridisch van geen enkele waarde, aangezien de Spaanse grondwet slechts één natie erkent: het Koninkrijk Spanje. Het conflict tussen hen die de eenheid van Spanje willen bewaren en de catalanisten kwam tot een voorlopig kookpunt op 27 oktober 2017, toen de regionale regering, de Generalitat, eenzijdig de onafhankelijkheid uitriep, wat door de centrale regering in Madrid werd beantwoord door het tijdelijk opschorten van de autonomie van de regio, met het activeren van artikel 155 van de Spaanse grondwet.

### Parlement

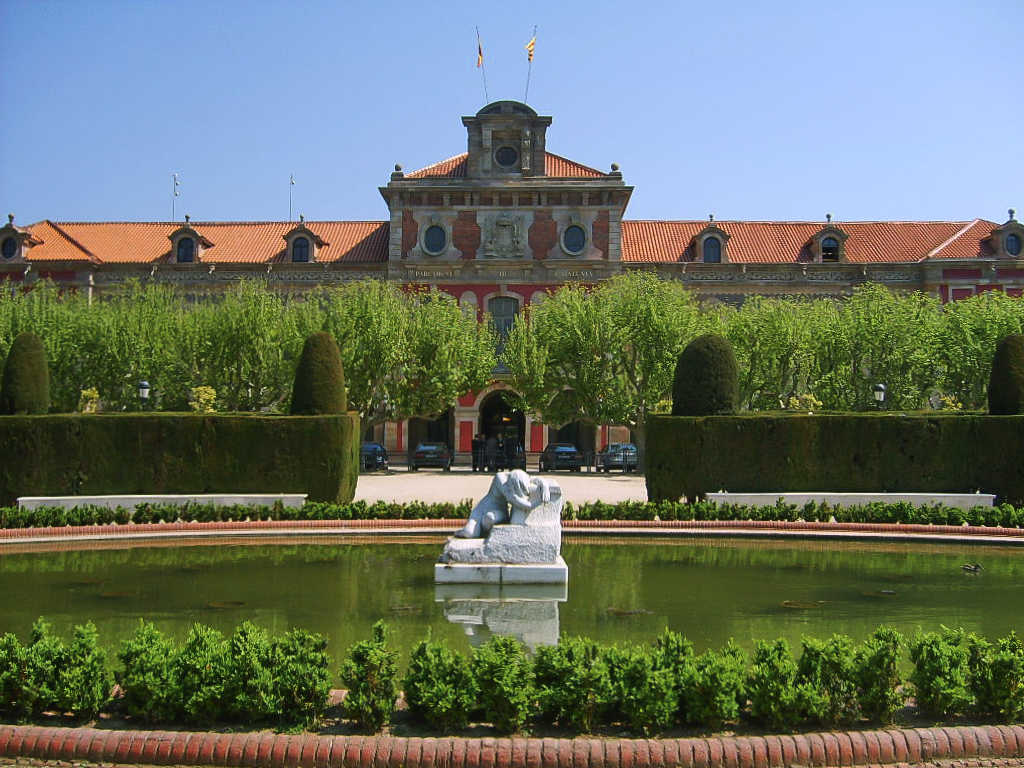
Catalaans Parlement, Barcelona

Bij de Catalaanse parlementsverkiezingen van 12 mei 2024 kwamen de volgende resultaten uit de bus.
Verdeling van 135 zetels:
- 42 zetels PSC-PSOE, Partit dels Socialistes de Catalunya, sociaaldemocratisch
- 35 zetels Junts+, Junts per Catalunya, liberaal en Catalaans-nationalistisch
- 20 zetels ERC, Esquerra Republicana de Catalunya, sociaaldemocratisch en Catalaans-nationalistisch
- 15 zetels PP, Partit Popular, gematigd rechts en Spaans-nationalistisch
- 11 zetels Vox, extreemrechtse en Spaans-nationalistisch
- 6 zetels Comuns, Catalunya en Comú–Podem, groen-links en Catalaans-nationalistisch
- 4 zetels CUP, Candidatura d'Unitat Popular, antikapitalistisch links en Catalaans-nationalistisch
- 2 zetels Alliança.cat, Alliança Catalana, rechts-populistisch, en Catalaans-nationalistisch

### Verbod op stierenvechten
Op 28 juli 2010 besloot het Catalaanse Parlement met 68 stemmen voor, 55 tegen en 9 onthoudingen stierengevechten te verbieden. De wet is op 1 januari 2012 in werking getreden. Hiermee is het de eerste autonome regio op het Spaanse vasteland waar dit verboden is, nadat het in 1991 al verboden was op de Canarische Eilanden. Op 20 oktober 2016 werd het Catalaanse verbod echter opgeheven door het Constitutioneel Hof in Madrid. Volgens dit Hof had het Catalaanse parlement destijds gehandeld buiten de eigen rechtsbevoegdheid.

### Symbool
Vertegenwoordigers van het Catalaans nationalisme hebben de Catalaanse ezel aangenomen als een symbool tegenover de Toro de Osborne, typisch voor Castilië en het Baskische Schaap.
Er bestaan ook stickers van, die achter op een auto of motor geplakt kunnen worden. Er zijn ook mensen die de ezel niet zien als een symbool van Catalunya, maar alleen als een manier om de Castiliaanse stier belachelijk te maken.

## Bestuurlijke indeling

### Demografische ontwikkeling
Bevolkingscijfers in duizendtallen
Bron: INE
Catalonië bestaat uit vier provincies (cijfers 2017).
| Provincie | Inwonertal | Hoofdstad | Inwonertal |
| --------- | ---------- | --------- | ---------- |
| Barcelona | 5.533.459  | Barcelona | 1.620.809  |
| Girona    | 742.728    | Girona    | 99.013     |
| Lleida    | 427.833    | Lleida    | 137.327    |
| Tarragona | 792.256    | Tarragona | 131.507    |
| Totaal    | 7.496.276  |           |            |

De vier provincies zijn onderverdeeld in 41 comarca's (Catalaans: comarques). Deze werden voor het eerst door de Generalitat gebruikt in 1936, maar raakten daarna door de Spaanse Burgeroorlog en de daaropvolgende dictatuur van Francisco Franco in de vergetelheid. In 1987 werd het gebruik van de comarca's opnieuw als extra territoriale indeling (provincies én comarca's) gelegaliseerd en officieel gemaakt.
De grootste steden van Catalonië, met elk meer dan honderdduizend inwoners, zijn, naast de vier provincie-hoofdsteden: L'Hospitalet de Llobregat, Badalona, Terrassa, Sabadell, Mataró, Santa Coloma de Gramenet en Reus.

Territoriale organisatie van Catalonië
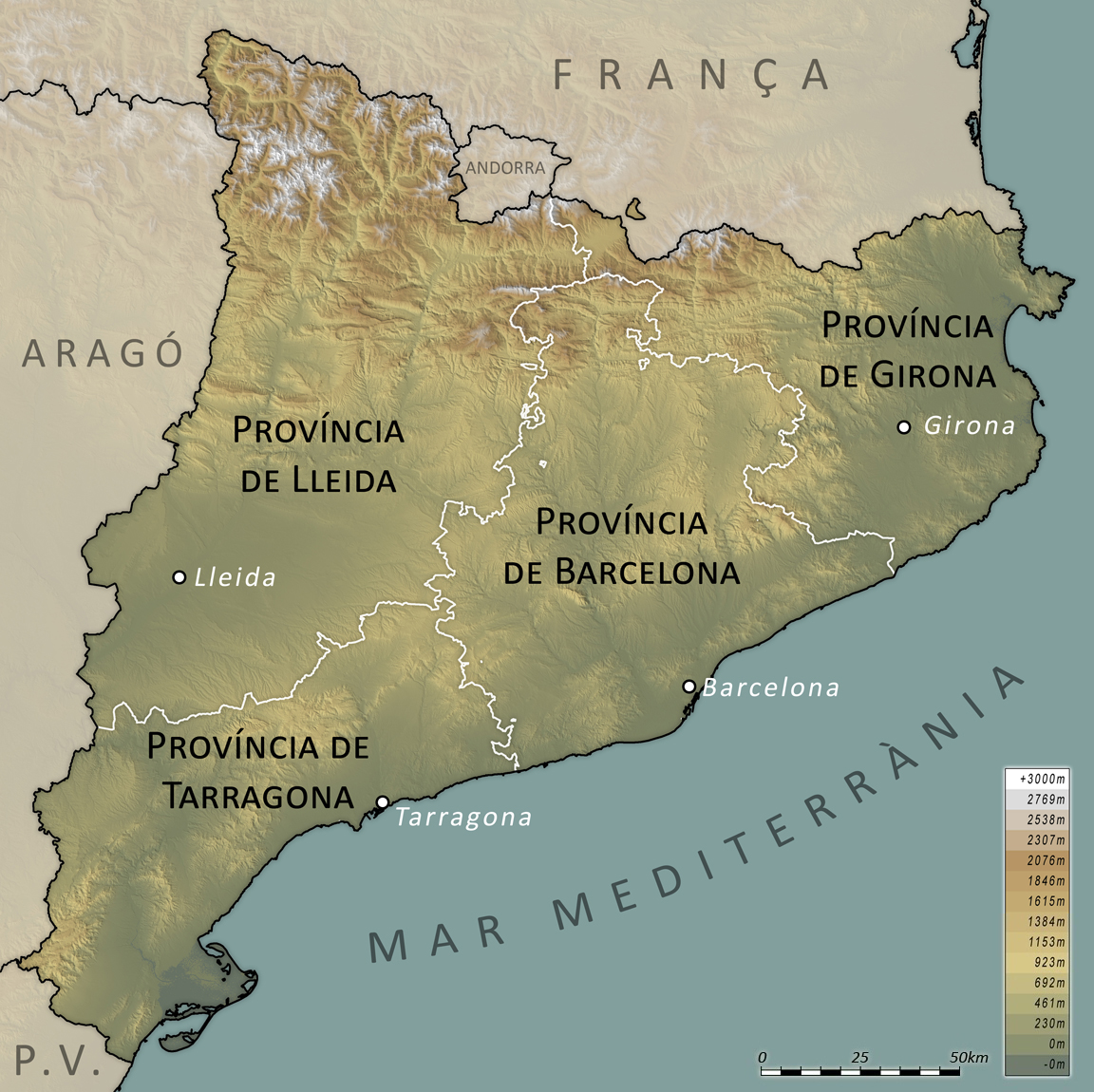
Provincies van Catalonië
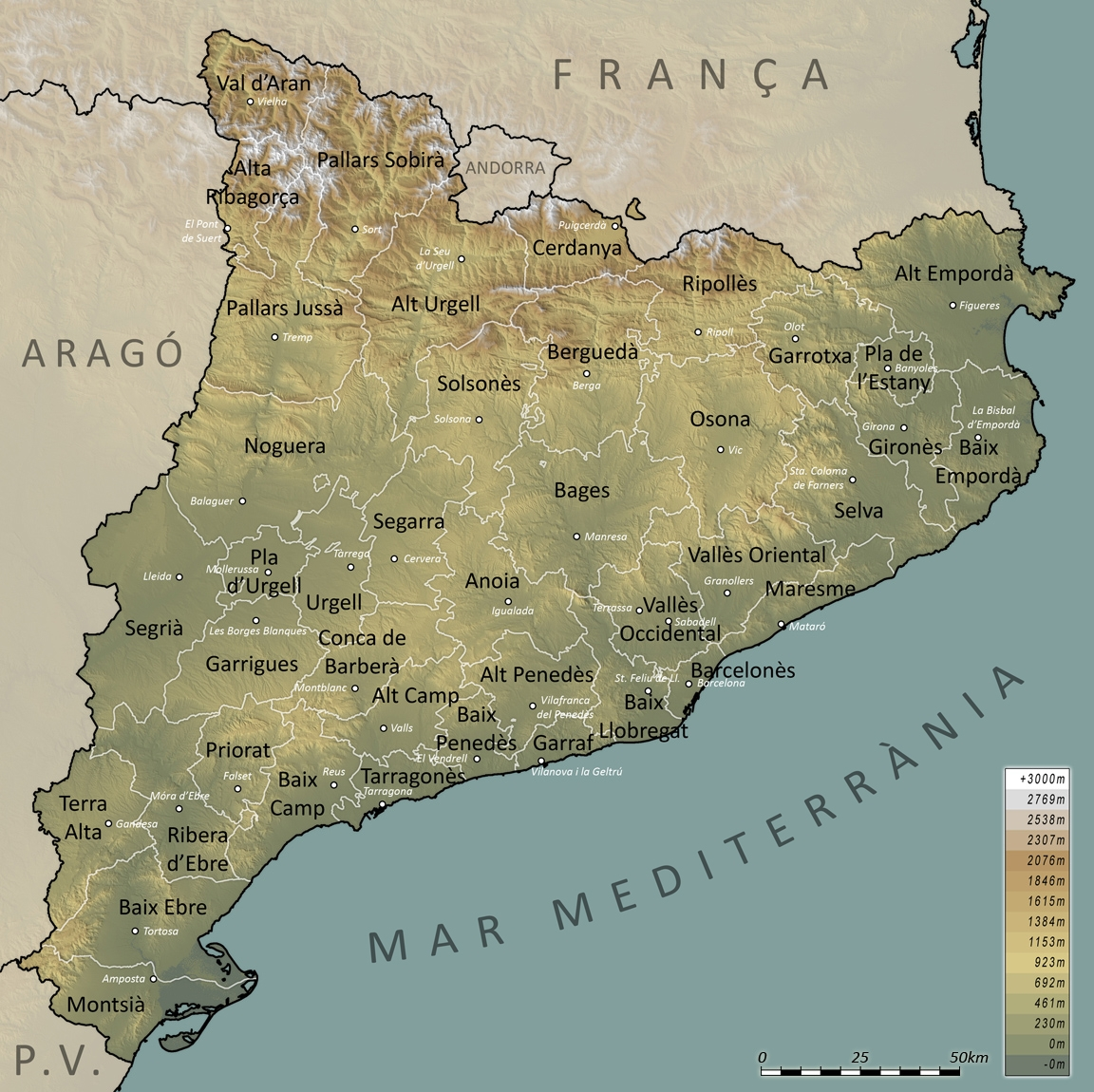
Comarca's van Catalonië

## Economie
Catalonië is van oudsher een van de meest industriële regio’s van Spanje. De Catalaanse economie groeide van 2004-2005 dan ook 3,3% sneller dan het gemiddelde Spaanse groeipercentage. Catalonië zorgt in 2021 voor 18,6% van het Spaanse totale bruto binnenlands product (bbp), terwijl het 16% van de bevolking huisvest. Voorname industrieën zijn de bouw, textiel, dienstverlening en toerisme. Catalonië is de populairste vakantiebestemming van Spanje: in 2005 kwamen meer dan 13,2 miljoen toeristen naar de regio, meer dan 25% van het totale aantal bezoekers aan Spanje en 12,7% meer dan in 2004. De meeste bezoekers gingen naar toeristische badplaatsen aan de Costa Brava en de Costa Daurada, naar de stad Barcelona of naar de Catalaanse Pyreneeën om te skiën. Barcelona is op het gebied van vastgoed de duurste stad van Spanje: op 31 december 2017 kostte één vierkante meter onroerend goed in Barcelona € 4.284. De aandelenbeurs van de stad, "Borsa de Barcelona", is, na die van Madrid, de grootste van het land.
Het bbp van Catalonië bedroeg in 2015 € 215 miljard en het bbp per inwoner € 29.000. Het economische en financiële centrum van Catalonië is zonder twijfel Barcelona.
De Catalaanse economie heeft een sterk industrieel profiel:
- Primaire sector: 2,8%
- Secundaire sector: 37,2%
- Tertiaire sector: 60%

33% van het land wordt gebruikt voor de landbouw. De meest verbouwde gewassen zijn maïs, (wijn-)druiven, olijven en granen.

### Transport

#### Wegen
Catalonië heeft veel doorgaande wegen naar de rest van het land, verschillende hiervan zijn autovía of autopista.

#### Trein

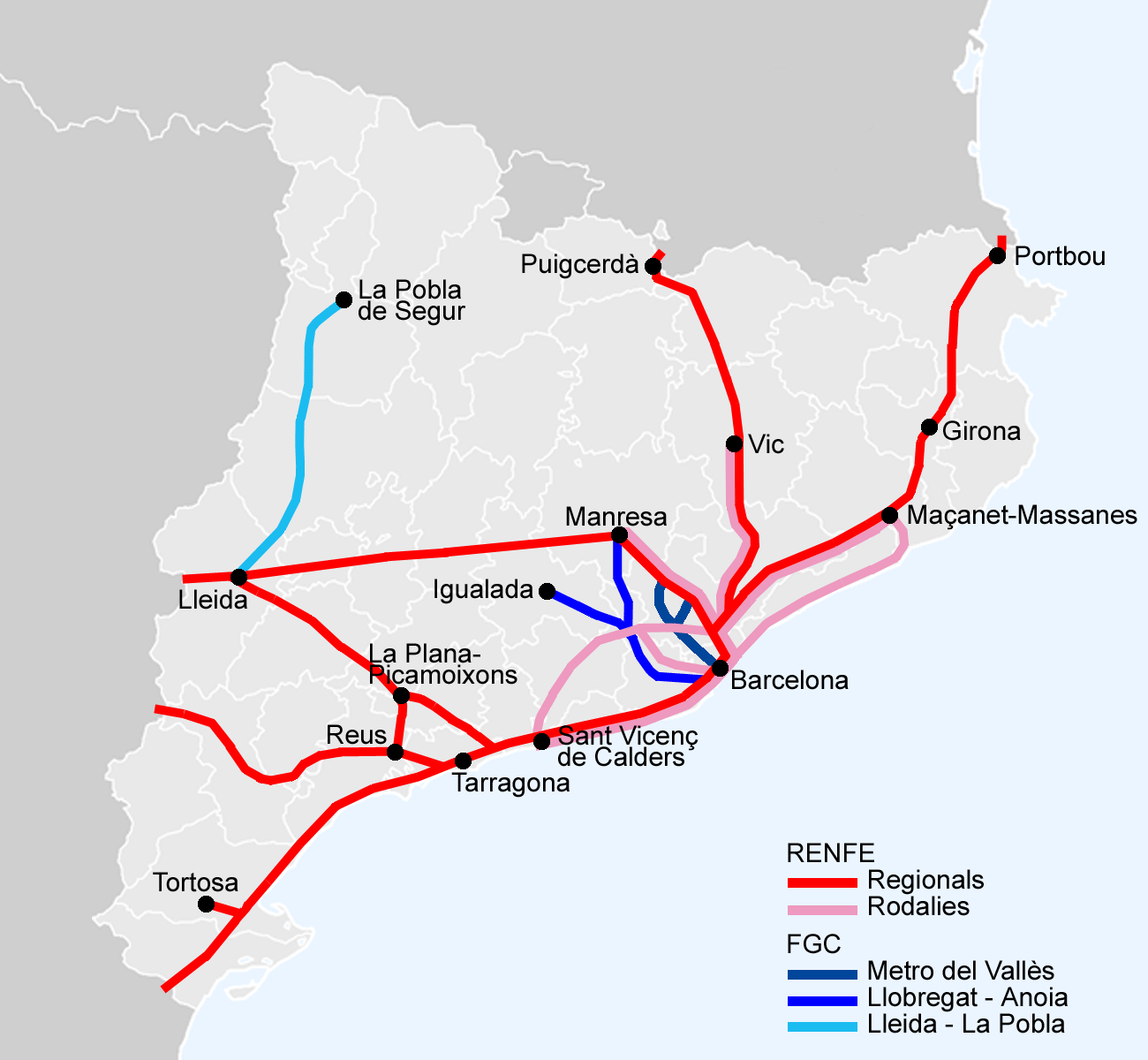
Spoorwegen van Catalonië

De spoorlijnen in Catalonië, beheerd door RENFE, leiden uiteindelijk vrijwel allemaal naar Barcelona, dat het drukste verkeerspunt van de regio is. Vanuit Barcelona bestaan directe treinverbindingen naar Lleida, Tarragona, Girona/Figueres en de verschillende badplaatsen aan de kust (Rodalies de Catalunya). Verder vertrekken er uit Barcelona dagelijks treinen naar onder andere Madrid, A Coruña, Bilbao, Valencia, Sevilla, Alicante, Málaga en Zaragoza. De hogesnelheidslijn AVE verbindt Barcelona via Tarragona en Lleida in tweeënhalf uur met Madrid. Barcelona is aangesloten op de hogesnelheidslijn naar Parijs. In december 2005 werd door de Generalitat een 20-jarenplan gepresenteerd voor de aanleg van 1100 kilometer nieuwe treinverbindingen, waarvan een groot deel uit hogesnelheidslijnen zal bestaan.

#### Scheepvaart
Catalonië heeft twee belangrijke zeehavens, de haven van Barcelona en die van Tarragona, waarvan de eerste de belangrijkste is. De haven van Barcelona verwerkt het grootste aantal passagiers van Europa.

#### Vliegvelden

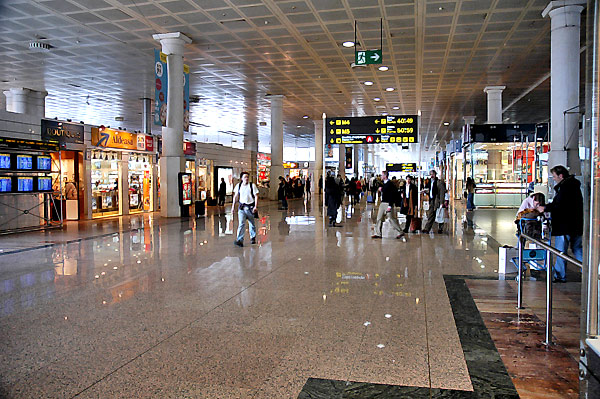
Vliegveld van Barcelona

Catalonië heeft drie luchthavens die worden gebruikt voor passagiersvervoer:
- Aeroport Internacional d'El Prat: Het vliegveld van de stad Barcelona, veruit de grootste luchthaven van Catalonië. Meer dan 44,1 miljoen reizigers maakten gebruik van het vliegveld in 2016.[22] Er bestaan lijnvluchten naar bijna alle andere Spaanse luchthavens, veel grote Europese steden en naar een beperkt aantal intercontinentale bestemmingen, waaronder New York, Philadelphia en Buenos Aires.
- Aeroport de Girona-Costa Brava: Het vliegveld van de stad Girona, waar in 2008 meer dan 5,5 miljoen mensen gebruik van maakten. Hiervandaan vertrekken lijnvluchten naar, onder andere, Eindhoven, Maastricht, Rotterdam, Londen, Parijs, Rome, Oslo en Brussel Zuid (Charleroi). Rond 2005 maakte het vliegveld een groei door dankzij maatschappijen zoals Ryanair.
- Aeroport de Reus: Dit kleine vliegveld, gelegen op 3 kilometer afstand van Reus en 13 kilometer van Tarragona, had in 2008 nog geen 1,3 miljoen passagiers te verwerken, afkomstig van slechts acht luchtvaartmaatschappijen. Er vertrekken binnenlandse vluchten naar, bijvoorbeeld, Girona, Palma en buitenlandse naar Londen, Eindhoven, Frankfurt (Hahn), Brussel, Boekarest en Dublin. Het grootste aantal bestemmingen, veertien van de in totaal achttien, wordt door Ryanair gevlogen.

## Taal

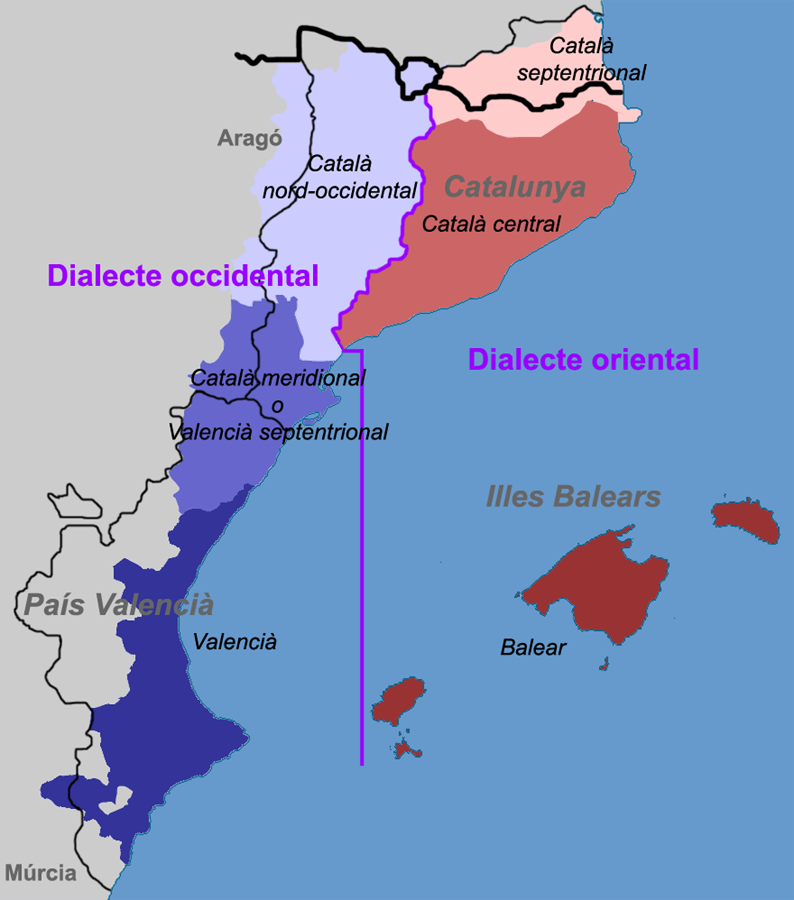
Catalaans taalgebied

In Catalonië zijn er drie talen: het Catalaans, het Spaans en het Aranees (Occitaans). In de hoofdstad Barcelona wordt er Spaans en Catalaans gesproken, maar in plattelandsgebieden komt het voor dat de bevolking geen Spaans spreekt. Het Aranees wordt gesproken in de Val d'Aran in het noordwesten van Catalonië.
Het Catalaans is een Romaanse taal en lijkt op andere Romaanse talen als Spaans, Frans en Italiaans.
Het Catalaans is officieel een van de talen van Catalonië, samen met het Spaans is het er, volgens de Spaanse grondwet 'co-officieel'. In Spanje zelf wordt de landstaal daarom Castiliaans ((es)  Castellano) genoemd: het is niet de enige taal van Spanje en is dus ook niet "Spaans" te noemen (niet alleen Catalonië heeft officieel een andere taal, ook in het Baskenland en Galicië worden andere talen gesproken).
In de geschiedenis van Spanje zijn er lange periodes waarin het gebruik van het Catalaans werd onderdrukt, voor het laatst onder de dictatuur van Franco. De Catalanen werden verplicht Castiliaans te gebruiken, de eigen taal was verboden. Sinds het einde van het Franco-regime is het Catalaans in ere hersteld en een officiële taal in Catalonië.
De Catalaanse regering, de Generalitat de Catalunya, tracht het gebruik van het Catalaans zo veel mogelijk te bevorderen. Het onderwijs wordt hoofdzakelijk in het Catalaans aangeboden, met het Spaans op het tweede plan. Op lagere- en middelbare scholen heeft het Spaans, de facto, de status van buitenlandse taal. Overheidsinformatie wordt tweetalig aangeboden. Daarnaast zijn Catalaanse media, ziekenhuizen, banken, restaurants wettelijk verplicht om informatie in beide talen beschikbaar te hebben. De ver doorgevoerde Catalaanse taalpolitiek is omstreden, met als gevolg een voortdurende juridische strijd met de Spaanse nationale overheid. Voorstanders van de taalpolitiek beweren het voorkeursbeleid nodig te hebben om de Catalaanse taal en cultuur te bewaren, tegenstanders constateren daarentegen een verminderde kwaliteit van het onderwijs en een verminderde kennis van het Spaans.
De derde taal van Catalonië is het Aranees (niet wettelijk als officiële taal erkend). Dit is een Romaanse taal, die kan worden gezien als een dialect van het Occitaans. De taal wordt gesproken door de ongeveer 7500 inwoners van de Val d'Aran in de Pyreneeën. Buiten deze relatief kleine regio wordt de Occitaanse taal binnen Catalonië niet of nauwelijks gesproken.

### Gebruik
| Kennis van de Catalaanse taal | Kennis van de Catalaanse taal | Kennis van de Catalaanse taal |
| Vaardigheid                   | Percentage                    |                               |
| ----------------------------- | ----------------------------- | ----------------------------- |
| kan verstaan                  | 94,5%                         |                               |
| kan spreken                   | 74,5%                         |                               |
| kan lezen                     | 74,3%                         |                               |
| kan schrijven                 | 49,8%                         |                               |
| Bevolking                     | 100%                          |                               |

Bijna 95% van de inwoners zegt de taal te kunnen verstaan (gegevens 2001). Minder dan de helft kan de taal schrijven; in 1986 was dat slechts 31%. Tijdens de dictatuur van Franco was het verboden om Catalaans te gebruiken anders dan in huiselijke kring. Ook het bezit van boeken in het Catalaans was verboden.
In 2003 heeft de regering van Catalonië een onderzoek gedaan naar het gebruik van het Catalaans in het privéleven. Gebleken is dat weliswaar 50,1% de taal elke dag gebruikt, maar dat 45% het Catalaans zelfs niet binnen de familie gebruikt.
Dat veel inwoners van Catalonië geen Catalaans spreken wordt mede veroorzaakt doordat in de jaren zestig en zeventig van de 20e eeuw velen vanuit andere delen van Spanje naar Catalonië verhuisden en nooit Catalaans hebben geleerd. Hierdoor hebben veel inwoners van Catalonië Spaanstalige ouders die geen Catalaans spreken: ze 'wisselen’ voortdurend tussen Catalaans en Spaans. Buiten de familiekring gebruikt slechts 48% het Catalaans om onbekenden aan te spreken, tegen 41,7% het Spaans en 8,6% afwisselend in beide talen.
Catalaans wordt niet alleen in Catalonië gesproken, maar ook in de Comunidad Valenciana, de Balearen en een klein deel van Aragón. Buiten Spanje wordt het, op bescheiden schaal, ook gesproken in het Franse Roussillon (gelegen in het departement Pyrénées-Orientales en aangeduid als Catalunya Nord) en Alghero op Sardinië. Andorra is het enige land ter wereld waar Catalaans de officiële voertaal is. Er bestaat strijd over het verspreidingsgebied van het Catalaans. Naar de mening van de Catalanen wordt het in de regio Valencia en op de Balearen gesproken, naar de mening van Valencianen hebben zij een, aan het Catalaans verwante, eigen taal: het Valenciaans. Hetzelfde geldt ook voor de Balearen.

## Klimaat

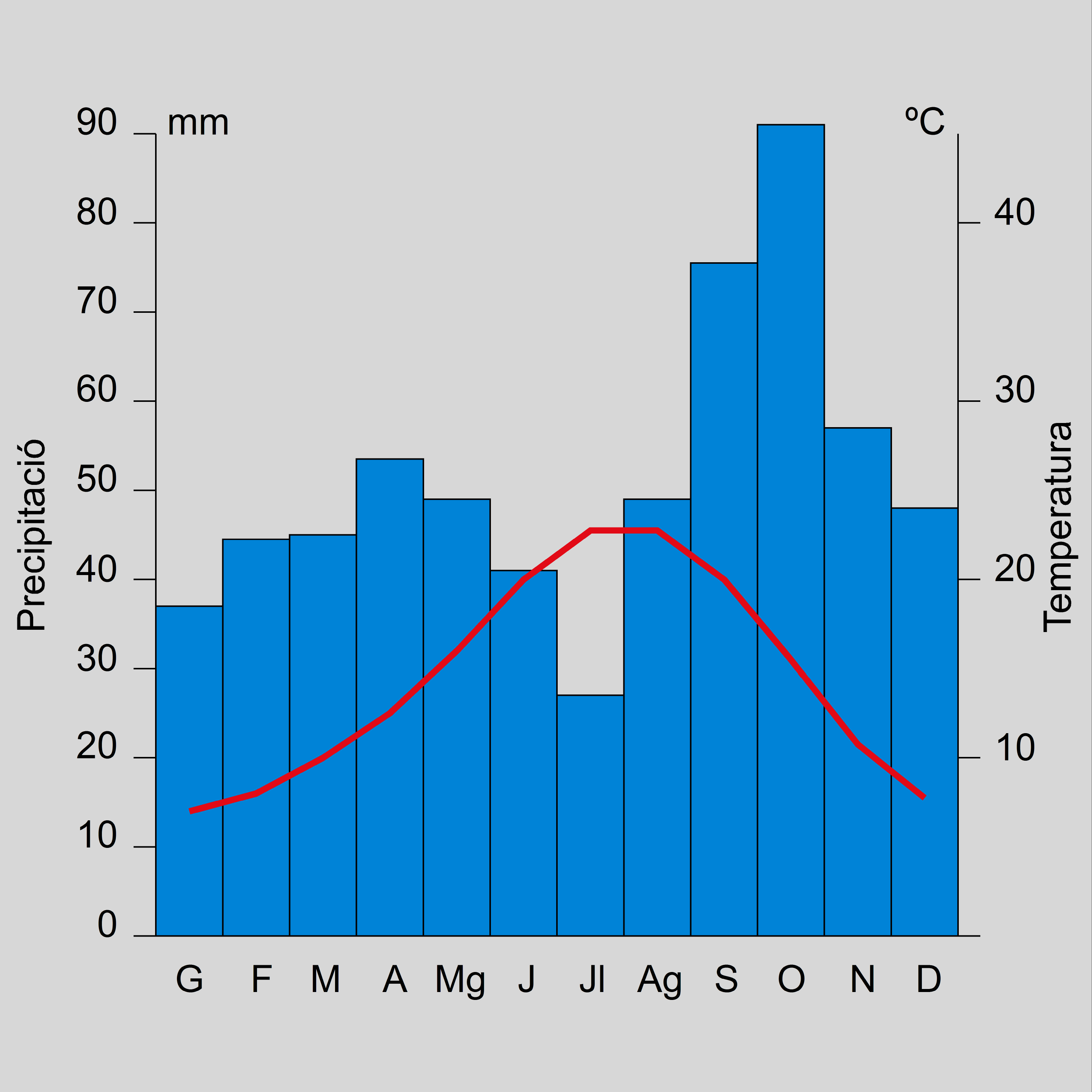
Klimaatgrafiek van Barcelona

Catalonië kent aan de kust een mediterraan klimaat met zachte winters en warme zomers. In het binnenland zijn de winters, door de verminderde invloed van de zee en de aanwezigheid van bergen, kouder. De Catalaanse Pyreneeën die tot ruim 3100 meter hoog reiken, kennen een bergklimaat. De hoge Pyreneeën kennen 's winters veel sneeuw en zelfs in de zomer kan er sneeuw blijven liggen. Het aangename klimaat aan de kust en de koude winters in de bergen, op korte afstand van Barcelona, trekt veel zomer- én wintersporttoerisme.
De neerslag in de Pyreneeën valt onregelmatig. Om uitdroging van de lager gelegen gebieden te voorkomen, voorzien stuwmeren (Catalaans: embassaments, Spaans: embalses) in de regulering van de watervoorziening.

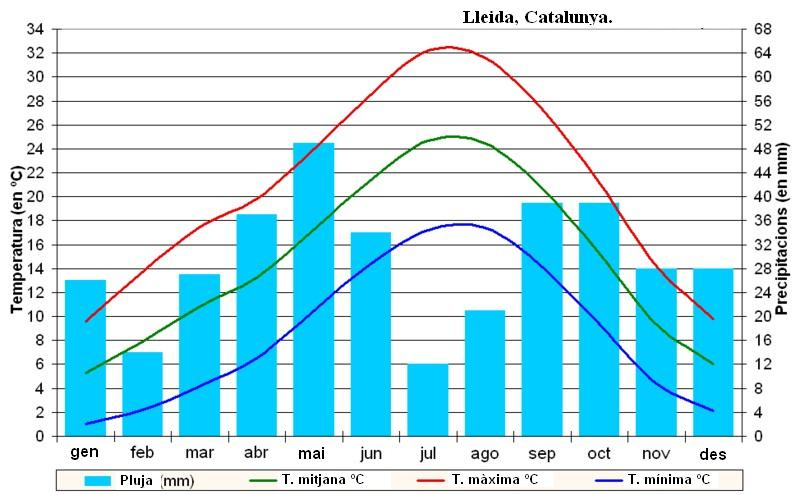
Klimaatgrafiek van Lleida

## Natuur

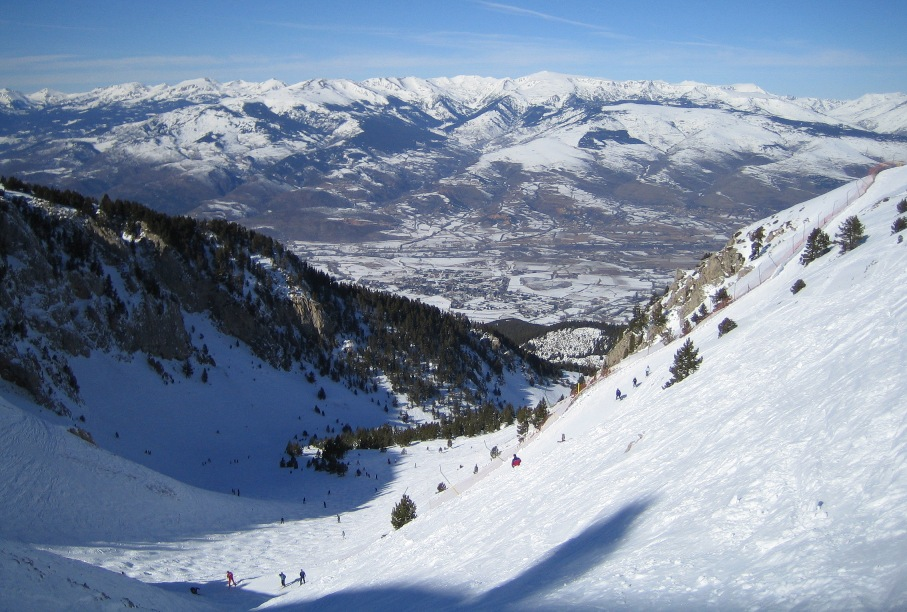
Coma Oriola

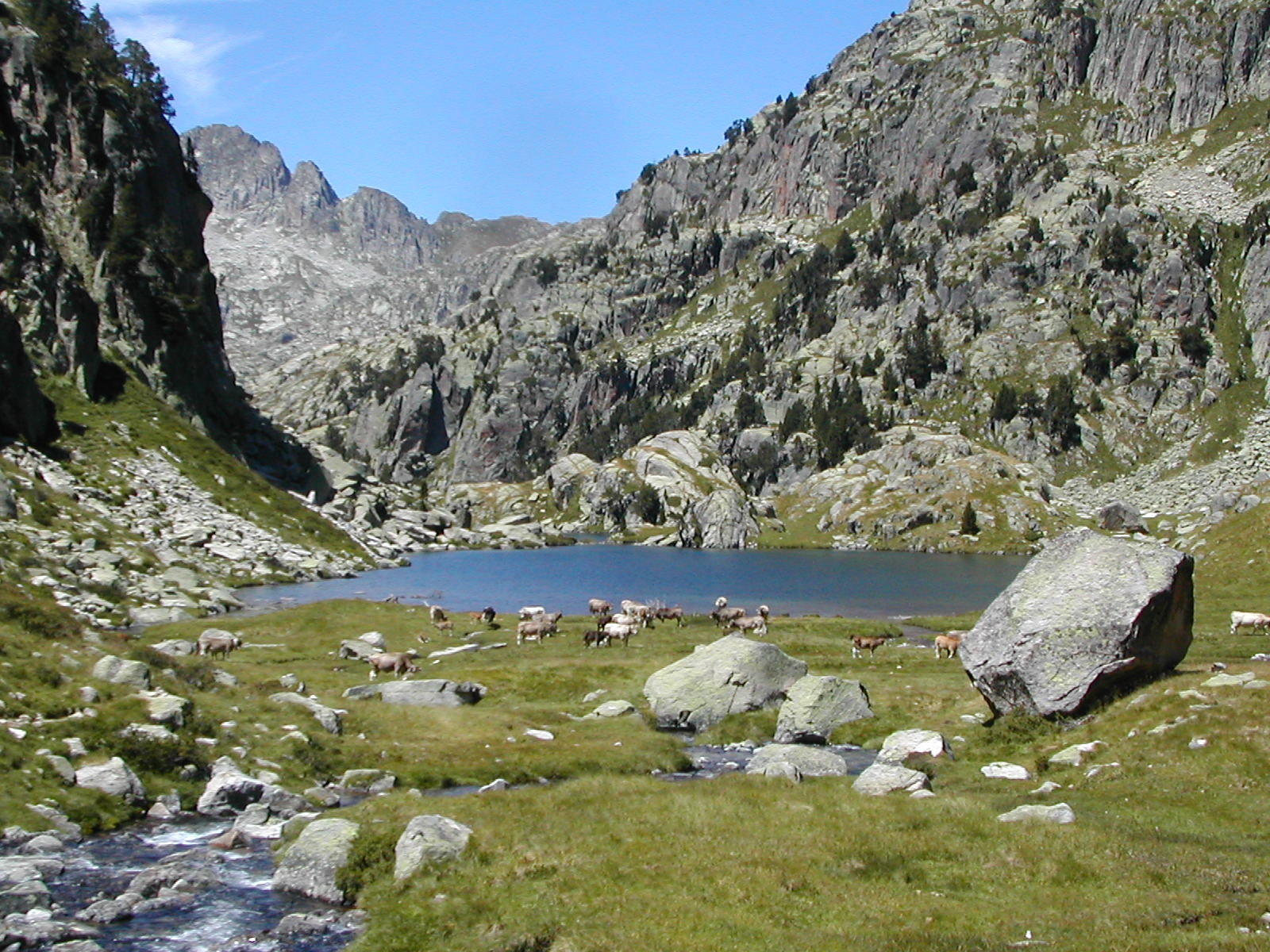
Landschap van Aigüestortes

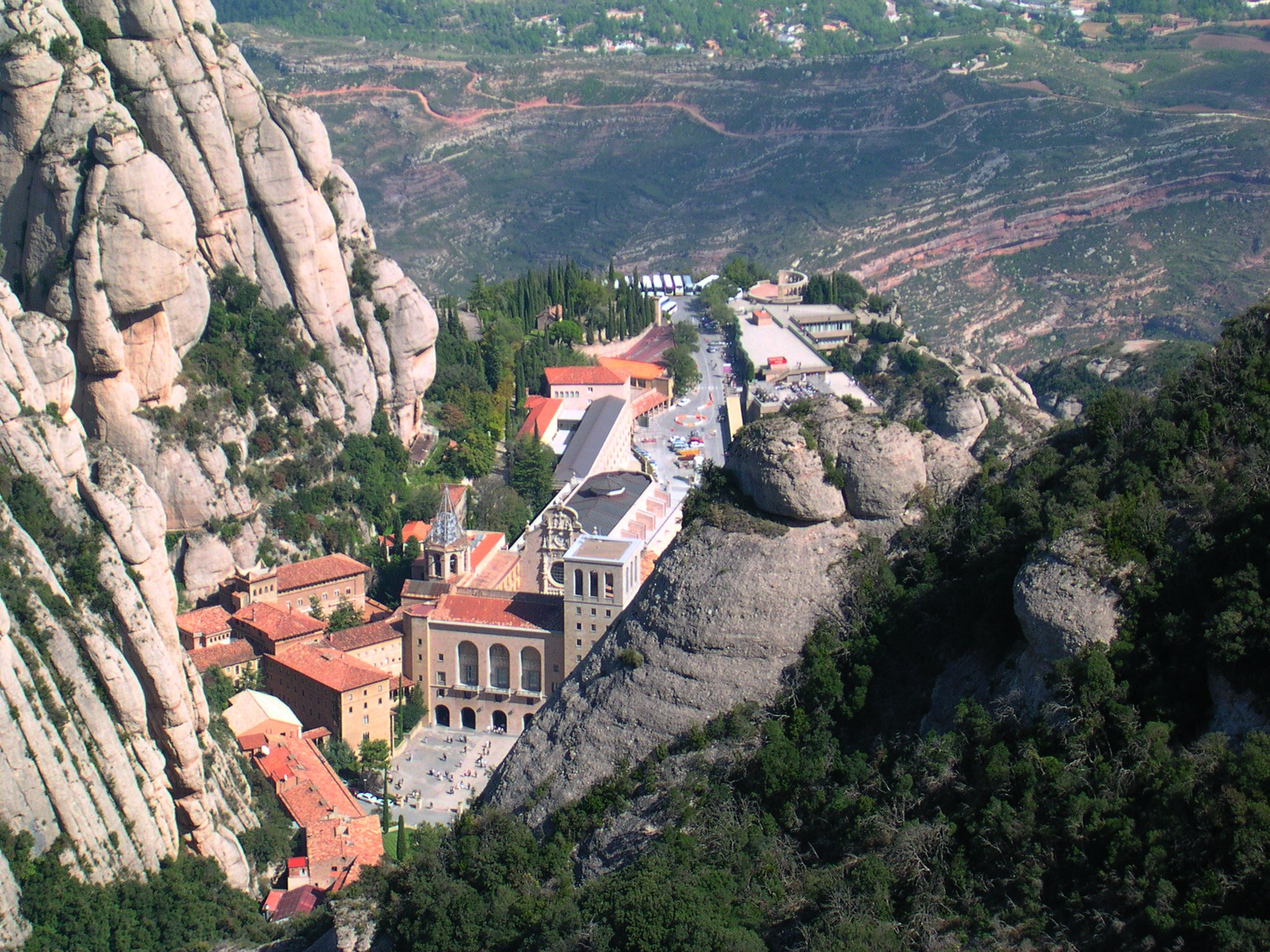
Klooster op Montserrat

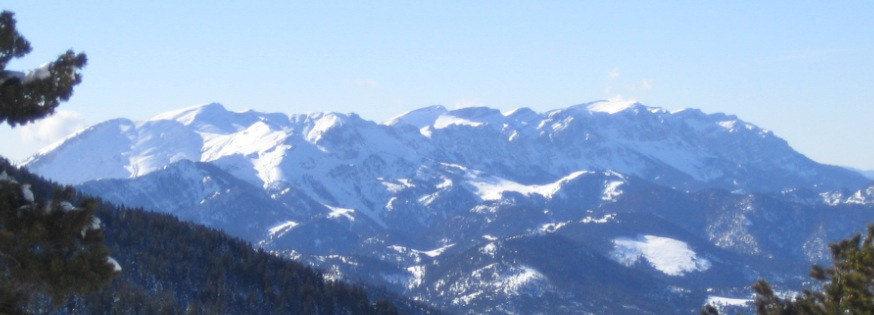
La Serra del Cadí

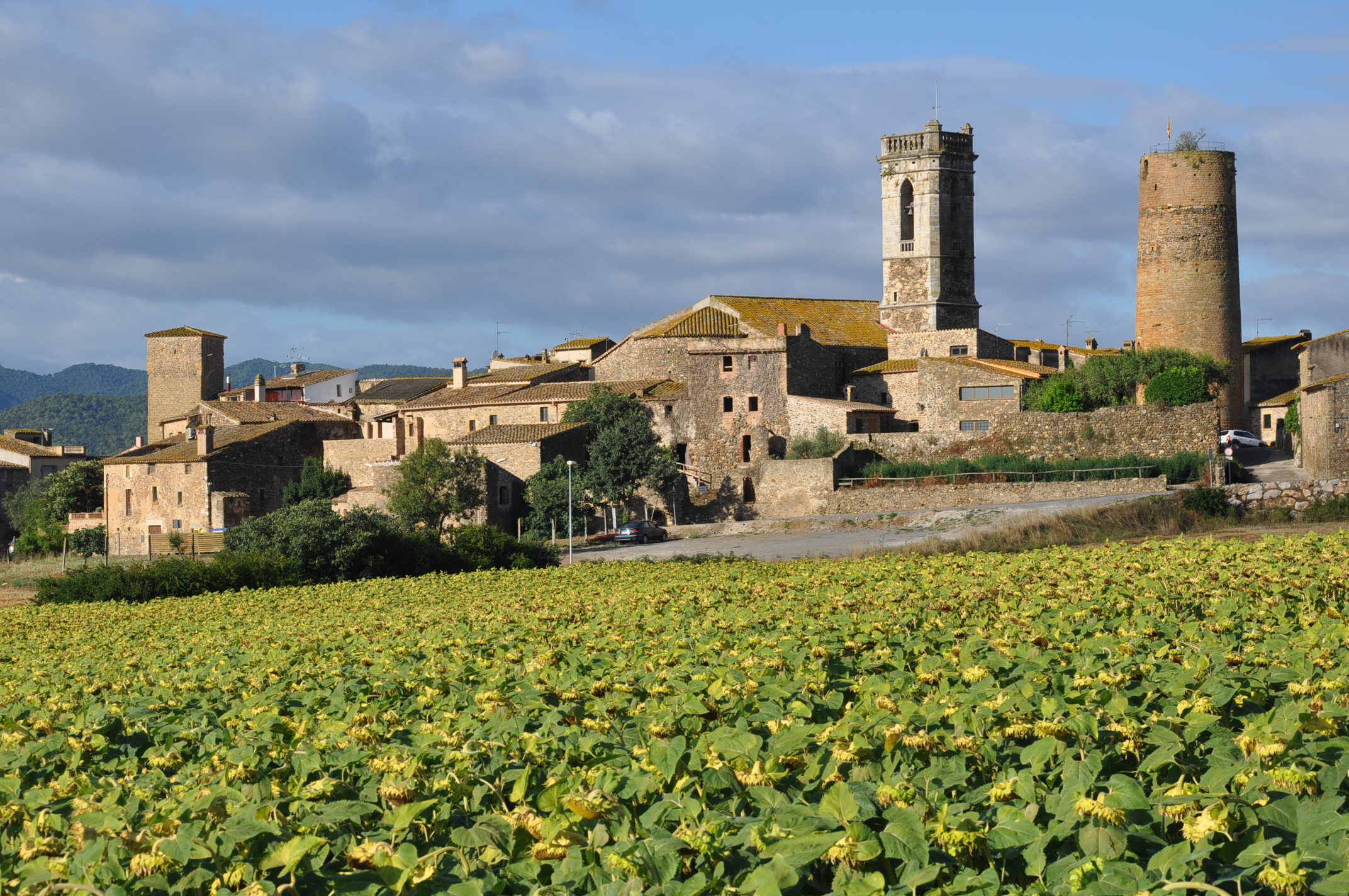
Het vestingstadje Cruïlles

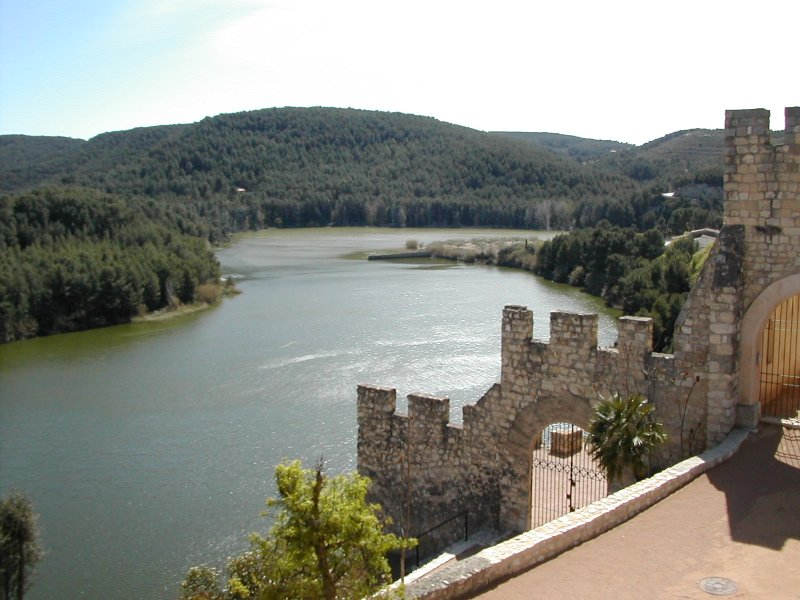
De rivier de Foix

Het landschap van Catalonië bestaat uit bergen, rotskusten, uitgestrekte velden en rivierdelta's, waarvan de belangrijkste de Ebro-delta is.

### Natuurreservaten
- Aigüestortes en Sant Maurici Meer (Officieel Nationaal Park)
- Alt Pirineu
- Cadí-Moixeró
- Cap de Creus
- Delta de Llobregat
- Delta del Ebre
- Els Ports
- Garraf
- La Garrotxa (Vulkaanterrein)
- Montsant
- Montseny
- Montserrat
- Muntanyes de Prades
- Sant Llorenç de Munt & La Mola

### Bergen in Catalonië

#### Catalaanse Pyreneeën
- 3141 m: Pica d'Estats
- 3048 m: Pic de Sotllo
- 3033 m: Pic de Comaloforno
- 3015 m: Besiberri Nord
- 3014 m: Punta Alta de Comalesbienes
- 3010 m: Tuc de Molières
- 2983 m: Pic de Peguera
- 2952 m: Punta Senyalada
- 2949 m: Pic de Subenuix
- 2946 m: Coma Pedrosa
- 2945 m: Pic de Canalbona
- 2933 m: Gran Tuc de Colomores
- 2911 m: Puig Pedrós

#### Catalaans kustgebergte
- 1712 m: Montseny
- 1515 m: Puigsacalm
- 1442 m: Caro
- 1345 m: El Negrell
- 1343 m: Mola de la Bota
- 1236 m: Sant Jeroni (Montserrat)
- 1203 m: Tossal de la Baltasana
- 1163 m: Roca Corbatera
- 1181 m: L'Espina
- 1120 m: Mola dels Quatre Termes
- 1104 m: La Mola
- 1057 m: Montcau

### Rivieren in Catalonië
- Ebre: 910 km
- Garona: 647 km
- Segre: 265 km
- Llobregat: 167 km
- Ter: 167 km
- Fluvià: 70 km
- Francolí: 60 km
- Gaià: 59 km
- Muga: 58 km
- Tordera: 55 km
- Besòs: 53 km
- Valira: 44 km
- Foix: 41 km
- Onyar: 34 km

### Kusten

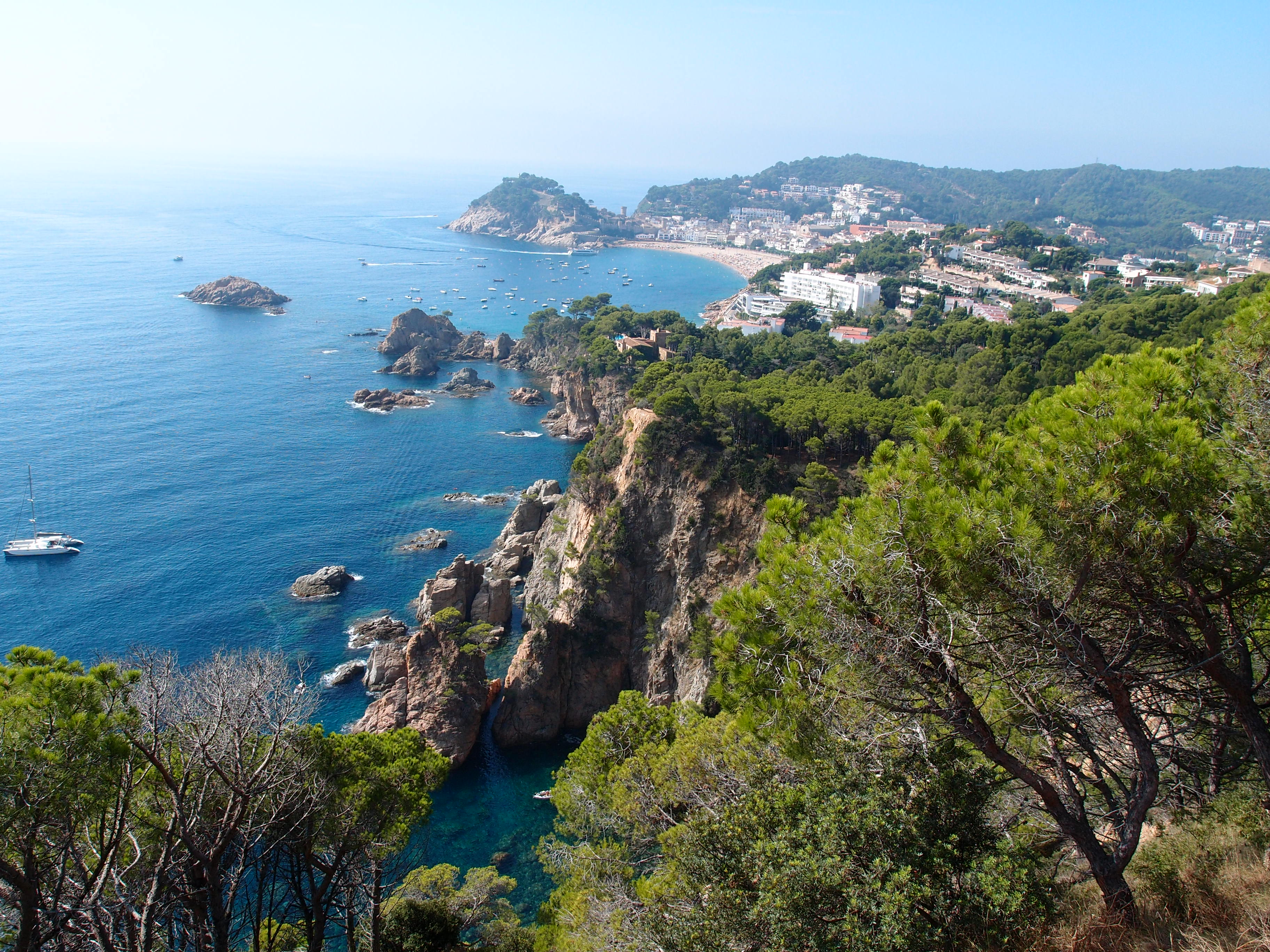
Tossa de Mar, Costa Brava

De ruige kust van de "Costa Brava" staat bekend als een van de mooiste kusten van Spanje. Het zuidelijke uiteinde van deze kustlijn bestaat uit zeer toeristische badplaatsen zoals Lloret de Mar en Blanes. Jaarlijks trekken voornamelijk jongeren uit Noord- en West-Europa naar deze dorpen voor het doorbrengen van een vakantie. De rest van de Costa Brava is wat minder toeristisch en biedt rustigere locaties, waar gedoken kan worden, zoals Empúries en de Illes Medes.

Ook de badplaats Salou aan de Costa Daurada is de gehele zomer een Europese vakantiekolonie. Buiten de drukke toeristische trekpleisters biedt de Costa Daurada rustige stranden en natuur.

### Geologie
De regionale geologie van Catalonië wordt gekenmerkt door grote verscheidenheid, zowel in lithologie (type gesteente) en geologische ouderdom als in geomorfologie. Ruwweg valt Catalonië in te delen in drie geologische gebieden:
- Pyreneeën
- Stroomgebied van de Ebre
- Catalaans Kustgebergte

Deze drie gebieden hangen samen wat betreft ontstaan, maar zijn toch erg verschillend:
- De Pyreneeën zijn een gebergte dat ontstaan is bij de botsing van de Iberische microplaat tegen en langs de Euraziatische plaat. Het noorden van Spanje raakte het zuiden van Frankrijk, een collisie die begon ten tijde van het vroege Tertiair (zo'n 60 miljoen jaar geleden). Het Iberisch Schiereiland kwam niet recht noord-zuid met Frankrijk in botsing; er vond rotatie plaats. De Iberische plaat lag verder westelijk dan het gebied ten zuiden van Frankrijk en deze sinistrale beweging (het Franse deel beweegt dan relatief westwaarts ten opzichte van het Spaanse deel -en andersom-) wordt gerepresenteerd door een geologische breuk (zijschuiving) die in de Axiale Zone van de Pyreneeën wordt teruggevonden. Voorafgaand aan de botsing van Iberia en Europa, ontstonden in de Pyreneeën grote granitische complexen, zoals de Maladeta-graniet. Ook ontstonden voorlandbekkens aan weerszijden van de Pyreneeën. Op grotere schaal zijn het Aquitaans Bekken en het Ebro-bekken hier het gevolg van. Op kleinere schaal en dichter bij de interne zone van de Pyreneeën ontstonden zogenaamde piggy-back basins. Dit zijn bekkens in de meer distale gedeeltes van gebergten waarin grootschalige overschuivingsbreuken worden gevormd, vaak "glijdend" op een laag steenzout in de ondergrond.
- Het Ebro-bekken is een rivierbekken dat pas laat gevormd werd zoals we het nu kennen. Ten tijde van het Eoceen en Oligoceen was er geen verbinding met de Middellandse Zee en stroomden de rivieren die van de Pyreneeën afwaterden naar het westen, uitmondend in de Atlantische Oceaan. Door erosie en tektonische opheffing veranderde de loop van de rivieren en stroomden uit in een grotere rivier, de Ebro.
- Het Catalaans Kustgebergte is een gebergte van Paleozoïsche en Mesozoïsche ouderdom. Het bestaat uit kalken en schisten. Door erosie is het gebergte niet meer erg geaccidenteerd, maar de breuken die zich in de ondergrond bevinden, werden wel gereactiveerd tijdens het Eoceen. Dit vormde hernieuwde opheffing en het sedimentaire brongebied voor de nu als berg uitstekende Montserrat.

## Cultuur

### Werelderfgoedlijst

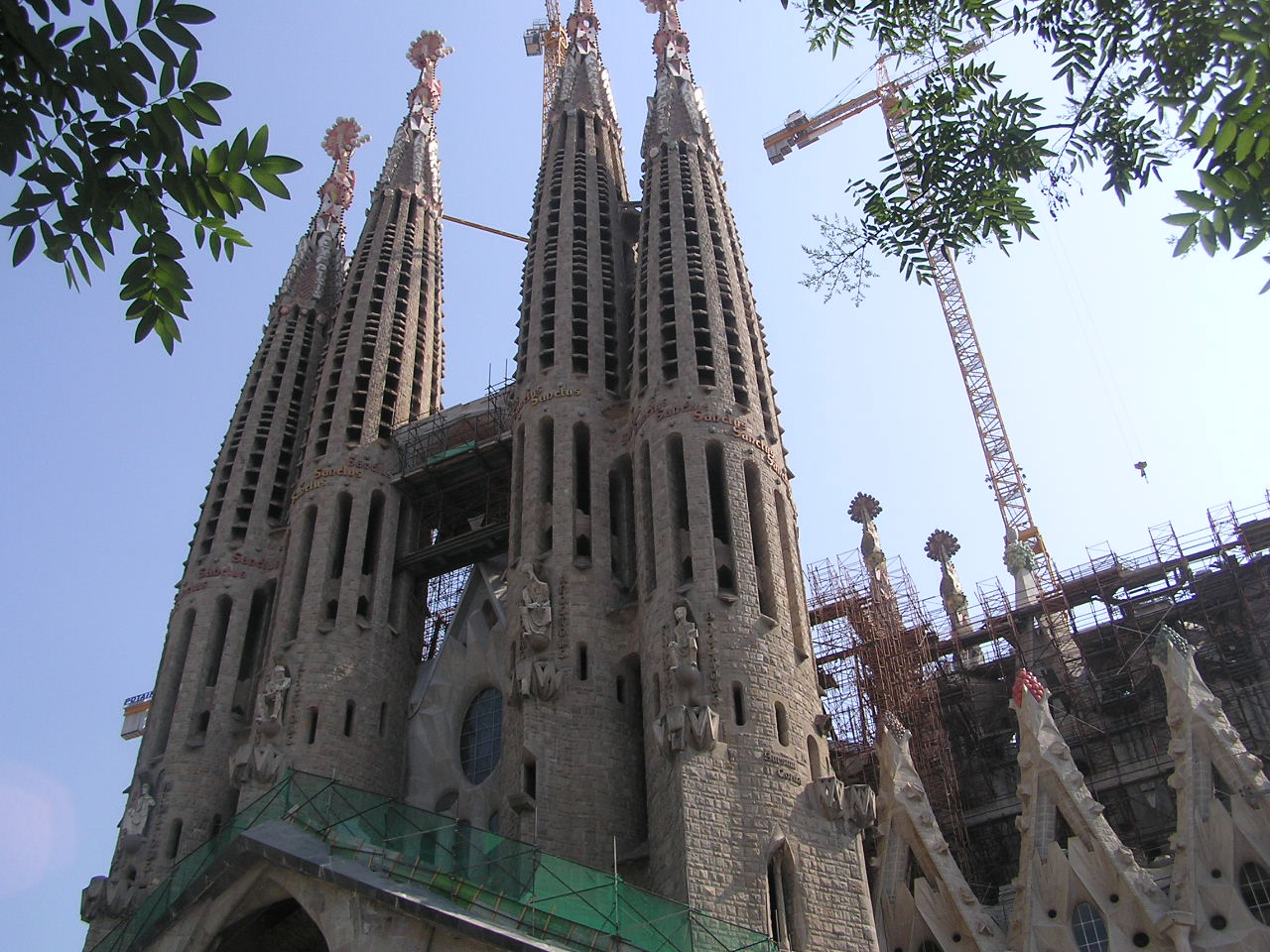
Sagrada Família

Catalonië heeft verschillende cultuurgoederen op de Werelderfgoedlijst van UNESCO laten plaatsen:
- Het klooster Santa Maria de Poblet, in Poblet in de provincie Tarragona
- De Catalaanse Romaanse kerken in de vallei La Vall de Boí, in de provincie Lleida
- Het archeologische ensemble van het vroegere Romeinse Tarraco in Tarragona
- Palau de la Música Catalana - concertgebouw in Barcelona
- Hospital de Sant Pau, ziekenhuis in Barcelona
- Sagrada Família van Antoni Gaudí in Barcelona
- Park Güell van Antoni Gaudí in Barcelona
- Palau Güell van Antoni Gaudí in Barcelona
- Casa Milà van Antoni Gaudí in Barcelona
- Cripta Colònia Güell van Antoni Gaudí in de Santa Coloma de Cervelló

### Populaire cultuur

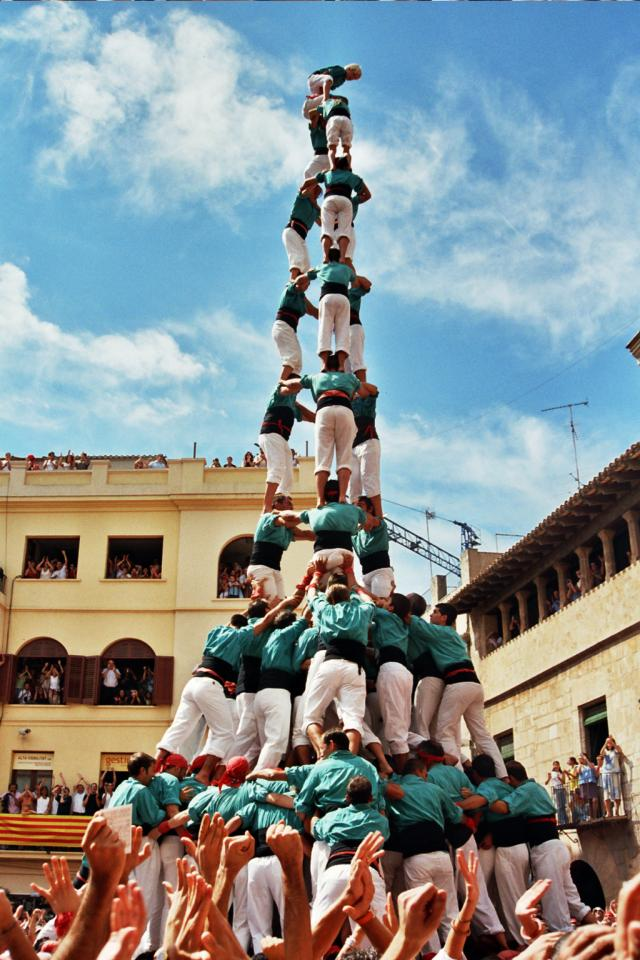
Castell in Vilafranca del Penedès

Castells ("kastelen") vormen uitingen van de populaire Catalaanse cultuur. Deze activiteit bestaat uit het bouwen van menselijke torens door concurrerende colles castelleres (teams). De traditie is, in de 18e eeuw, ontstaan in het zuidelijke deel van Catalonië, vooral in de regio's van Penedès en Camp de Tarragona. Later verspreidde de traditie zich over de rest van Catalonië. De traditie van Els Castells i Els Castellers werd in 2010 door de UNESCO toegevoegd aan de Lijst van Meesterwerken van het Orale en Immateriële Erfgoed van de Mensheid.
De sardana wordt beschouwd als de meest karakteristieke Catalaanse dans. Deze dans ontstond in het uiterste noorden van Catalonië, in de provincie Girona.
Andere uitingen van hedendaagse Catalaanse cultuur zijn: parades van gegants (reuzen) en correfocs optochten van als duivels verklede deelnemers met veel vuur en rotjes. Een ander traditioneel feest in Catalonië is La Patum de Berga. Dit feest staat sinds 25 november 2005 op de UNESCO-lijst van Meesterwerken van het Orale en Immateriële Erfgoed van de Mensheid.

### Gastronomie

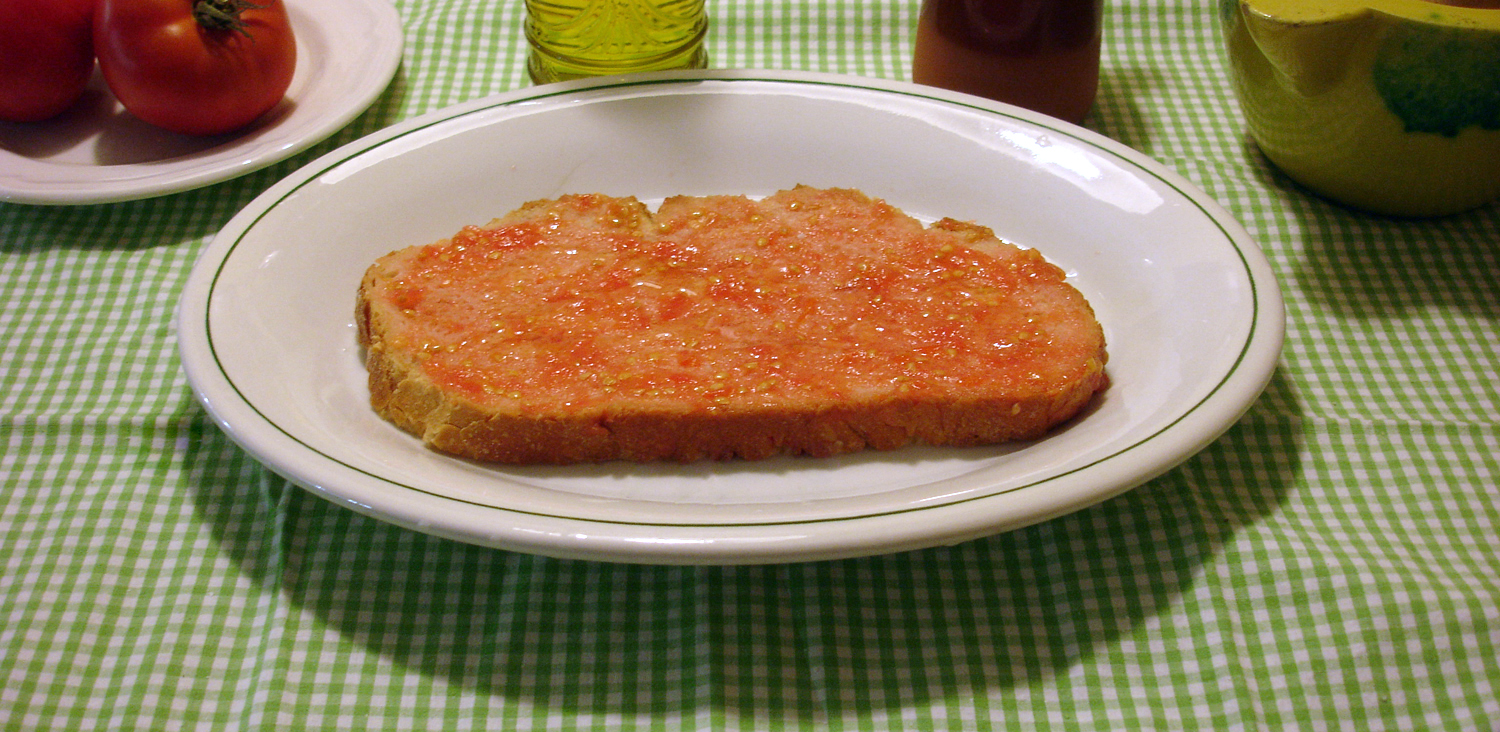
Een traditionele "Pà amb tomàquet"

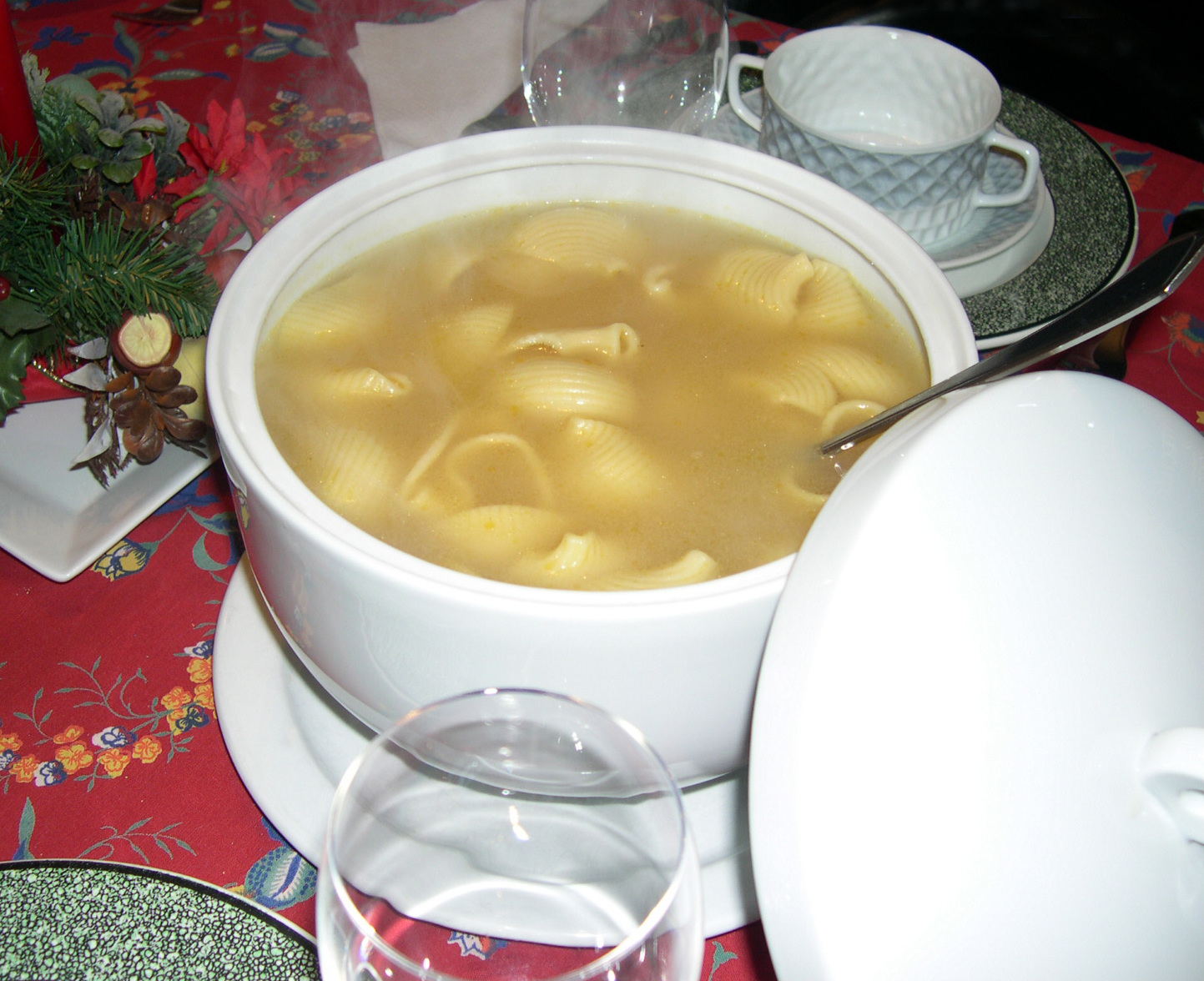
"Escudella"

De hoofdingrediënten van de traditionele Catalaanse keuken zijn rijst, peulvruchten, vis, zeevruchten, bouillon, vele soorten worsten of embotits zoals fuet en llonganissa, noten en groenten als tomaten, aubergine, paprika, courgette, knoflook en uien, het liefst zo vers mogelijk. Een voorbeeld van de invloed van de Pyreneeën en andere bergstreken op de Catalaanse gastronomie is het grote aantal soorten kazen, worsten en paddenstoelen die daarvandaan komen. Opvallend is dat foie gras en pasta tot de Catalaanse keuken behoort, met name macarrons, cannelloni en lasagne worden veel gegeten, in tegenstelling tot in de rest van Spanje.
In Catalonië eet men, net als in sommige andere delen van Zuid-Europa 's middags om 14.00/15.00 uur de zogenaamde àpat. 's Avonds om 21.00/22.00 uur volgt een sopar dat meestal bestaat uit een voor-, hoofd- en nagerecht. Een aantal typische Catalaanse gerechten zijn:
- Calçotada: gegrilde "calçots", of een soort groene uien die alleen in Catalonië wordt verbouwd. Het seizoen begint jaarlijks in januari/februari, wanneer veel Catalanen naar het plaatsje Valls afreizen om de naar zeggen "beste" calçots te kunnen eten. Deze groente wordt gegeten met een andere Catalaanse delicatesse, romesco saus, gemaakt van de typisch Catalaanse gedroogde nyorapepers, amandelen, knoflook en peper;
- Escalivada: gegrilde Mediterraanse groenten, zoals paprika, aubergine, courgette en ui doordrenkt van olijfolie en wat azijn;
- Escudella i carn d'olla: een Catalaanse winterstoofpot met knoflook, kikkererwten, witte bonen, groene kool, de pilota of gehaktbal en verschillende soorten worst. Tal van andere ingrediënten kunnen toegevoegd worden. De escudella of het kookvocht wordt met rijst of deegwaren als soep gegeten; de carn d'olla als hoofdschotel. Vlees en groenten worden ook als 2 afzonderlijk schotels opgediend;
- Fideuà: een traditionele gerecht uit de regio Valencia, zonder rijst, maar met een dunne soort vermicelli en schelpdieren;
- Pa amb tomàquet: oftewel brood met tomaat. Meestal gaat het om een snede licht geroosterd brood (bijvoorbeeld pa de pagès) dat eerst ingewreven wordt met knoflook, daarna met tomaat en ten slotte 'overgoten' met olijfolie.
- Vermeldenswaard is de mar i muntanya-keuken waarbij zee en vasteland harmonisch samengaan.

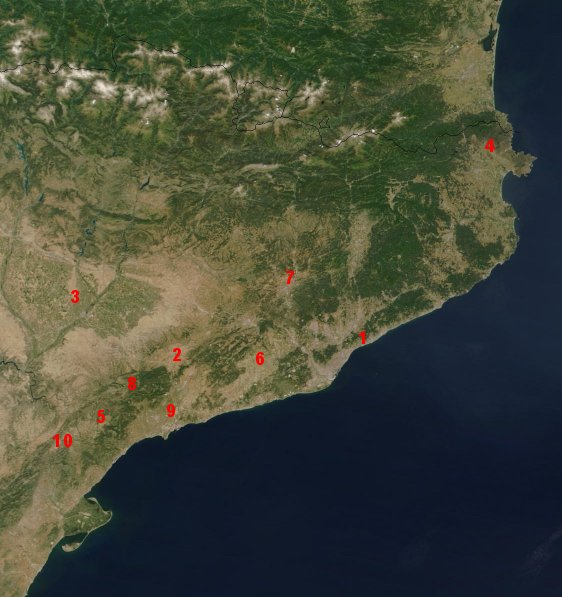
Officieel beschermde wijnstreken van Catalonië: 1) Alella, 2) Conca de Barberà,
3) Costers del Segre, 4) Empordà,
5) Montsant, 6) Penedès,
7) Pla de Bages, 8) Priorat,
9) Tarragona, 10) Terra Alta

Ook aioli (all-i-oli), een knoflooksaus van olijfolie wordt gegeten. Net als vrijwel alle andere Spaanse steden en regio's maakt men in Catalonië typische zoetigheden, waaronder "Coca de Sant Joan" (een zoete koek die op de dag van Sant Joan (24 juni) wordt gegeten), "panellets" en "neules". De "Crema catalana" is in zekere zin vergelijkbaar met de Franse crème brûlée. Er is een eigen soort nougat: torró.

#### Wijnen
Catalonië staat als wijnstreek in Spanje met name bekend om zijn cava, de Catalaanse mousserende wijn. Cava is beschermd onder Denominación de Orígen (DO); de producenten zijn verspreid over verschillende Spaanse streken. De bekendste producenten zijn Codorníu en Freixenet. 
Wijnstreken in Catalonië zijn Alella, Bages, Catalunya, Conca de Barberà, Empordà, Costers del Segre, Montsant, Penedès, Priorat, Tarragona en Terra Alta. Alle hebben ze een oorsprongsbenaming: DOCa of Denominación de Orígen Calificada voor de Priorat - Priorat en Rioja zijn de enige wijnen die deze benaming mogen vermelden - of DO voor de andere.

### Media

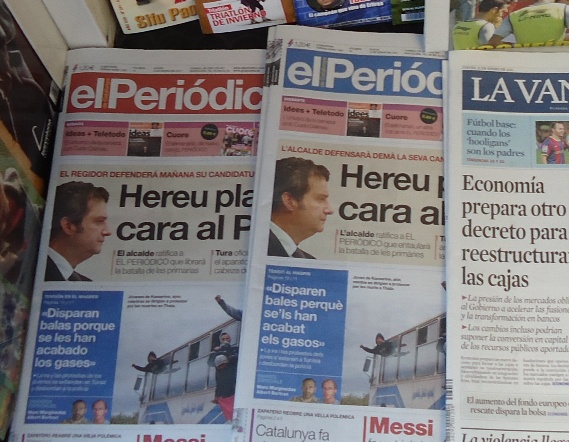
El Periodico, de Spaanstalige editie met een rode titelbalk, de Catalaanse met de blauwe

Catalonië is samen met de Comunidad de Madrid de belangrijkste 'mediaregio' van Spanje. De Catalaanse media bestaan uit kranten, radio- en tv-zenders, zowel in het Catalaans als in het Spaans, en in sommige gevallen tweetalig zoals de krant El Periódico die dagelijks zowel een Spaanse als een Catalaanse editie uitgeeft. Een ander speciaal geval is de Spaanse zender TVE2, die sommige programma's in het Catalaans uitzendt.

#### Catalaanse tv-stations
- Televisió de Catalunya:
  - TV3
  - 3/24
  - Canal Super3/Canal33
  - Canal 300
  - Esport3
- 8TV
- BTV

#### Catalaanse kranten
- Avui (Catalaans); sinds 31 juli 2011: El Punt Avui
- Ara (Catalaans)
- La Vanguardia (Catalaans en Spaans)
- El Periódico de Catalunya (Catalaans en Spaans)
- El Mundo Deportivo (Spaans)
- Sport (Spaans)

Naast bovengenoemde kranten zijn er ook gratis kranten, waaronder Metro, ADN en 20 Minutos die allen in het Spaans worden geschreven met enkele artikelen in het Catalaans. Ook verschijnen er verschillende, Catalaanstalige, regionale kranten.

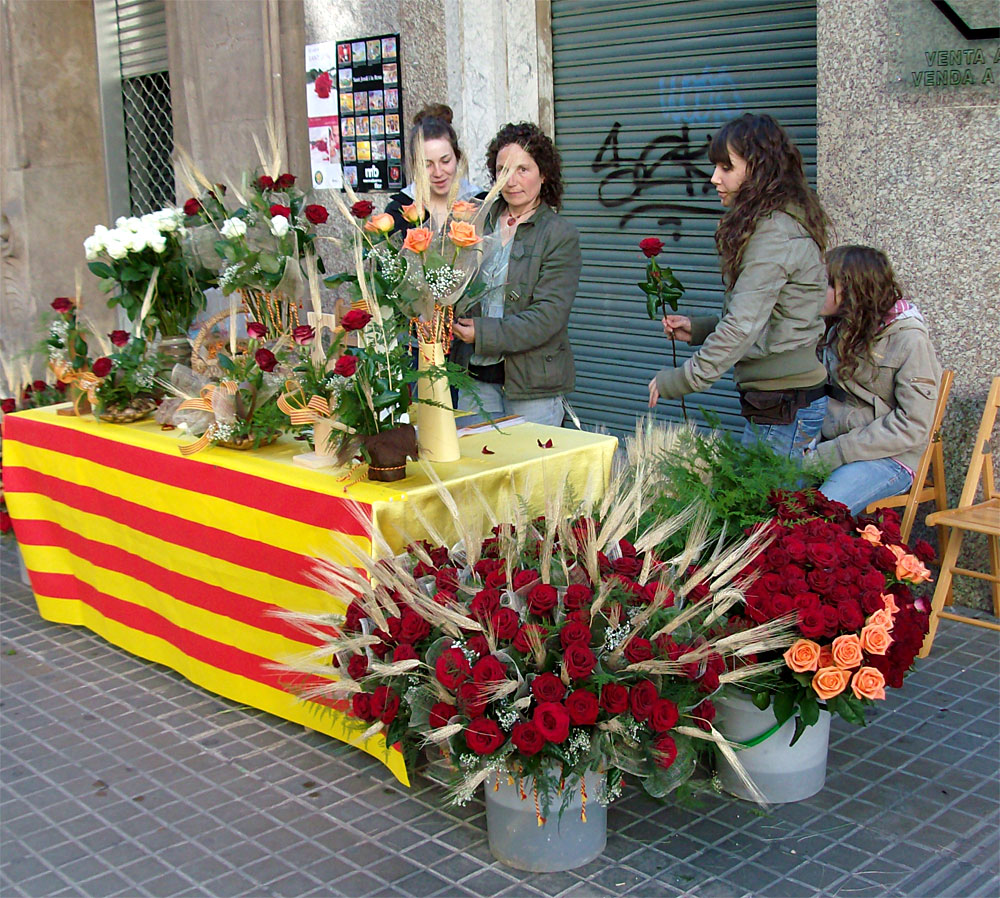
Rozenverkopers op Sant Jordi in Barcelona

### Patroonheilige
Catalonië viert op 23 april het feest van de patroonheilige, Sant Jordi (Sint-Joris). Volgens de traditie krijgen op die dag vrouwen een roos en mannen een boek. In Barcelona staan op deze dag overal bloemenstalletjes en boekenkraampjes.
Sint-Joris wordt traditioneel afgebeeld met een draak, die hij volgens de overlevering zou hebben gedood. De draak staat hierbij symbool voor het heidendom. Het verslaan van de draak symboliseert de bekering van een heidens land of stad tot het christendom.

### Sport
Catalonië heeft al sinds het einde van de 19e eeuw, toen de eerste grote sportclubs werden opgericht, een sportcultuur. De meest beoefende sporten zijn voetbal, basketbal, handbal, volleybal, zwemmen, tennis en wielrennen. Catalonië biedt ook gelegenheid tot sporten als skiën, in de Catalaanse Pyreneeën, bij La Mola, op slechts 50 kilometer afstand van Barcelona, of in Andorra en tot duiken aan de Costa Brava.
Catalonië's grootste professionele sportclub is FC Barcelona, een van de meest gerenommeerde clubs ter wereld. De club behoort niet alleen tot de beste voetbalclubs wereldwijd, maar excelleert ook in andere sporten zoals basketbal en handbal.
Onder de rook van FC Barcelona ligt RCD Espanyol, de stadsrivaal van de club. In de afgelopen jaren heeft Girona FC, een club iets noordelijker dan de andere twee, een opmars gemaakt. Momenteel zijn er dus drie Catalaanse clubs actief op het hoogste niveau. 
Verder is er Gimnàstic de Tarragona dat speelt in de Segunda División A. De belangrijkste historische sportevenementen zijn de Olympische Zomerspelen 1992 en de Middellandse Zeespelen van 1955. Ook werd een aantal wedstrijden van het WK voetbal 1982 in Barcelona gespeeld. Jaarlijkse evenementen zijn de Grand Prix Formule 1 van Spanje en de Grand Prix MotoGP van Catalonië op het "Circuit de Catalunya" in Montmeló.